# فهرست سیارک‌ها (۱۵۷۰۰۱–۱۵۸۰۰۱)
فهرست سیارک‌ها (۱۵۷۰۰۱ - ۱۵۸۰۰۱) فهرست سیارک‌ها از ۱۵۷۰۰۱ تا ۱۵۸۰۰۱ است.
| نام    | نام انگلیسی   | تاریخ کشف       |
| ------ | ------------- | --------------- |
| ۱۵۷۰۰۱ | 2003 OU24     | ۲۴ ژوئیه ۲۰۰۳   |
| ۱۵۷۰۰۲ | 2003 OZ29     | ۲۴ ژوئیه ۲۰۰۳   |
| ۱۵۷۰۰۳ | 2003 OE30     | ۲۴ ژوئیه ۲۰۰۳   |
| ۱۵۷۰۰۴ | 2003 OB33     | ۲۵ ژوئیه ۲۰۰۳   |
| ۱۵۷۰۰۵ | 2003 PG4      | ۳ اوت ۲۰۰۳      |
| ۱۵۷۰۰۶ | 2003 QH3      | ۱۹ اوت ۲۰۰۳     |
| ۱۵۷۰۰۷ | 2003 QZ6      | ۲۰ اوت ۲۰۰۳     |
| ۱۵۷۰۰۸ | 2003 QR11     | ۲۱ اوت ۲۰۰۳     |
| ۱۵۷۰۰۹ | 2003 QW18     | ۲۲ اوت ۲۰۰۳     |
| ۱۵۷۰۱۰ | 2003 QY32     | ۲۱ اوت ۲۰۰۳     |
| ۱۵۷۰۱۱ | 2003 QX37     | ۲۲ اوت ۲۰۰۳     |
| ۱۵۷۰۱۲ | 2003 QC38     | ۲۲ اوت ۲۰۰۳     |
| ۱۵۷۰۱۳ | 2003 QH41     | ۲۲ اوت ۲۰۰۳     |
| ۱۵۷۰۱۴ | 2003 QO46     | ۲۳ اوت ۲۰۰۳     |
| ۱۵۷۰۱۵ | 2003 QL47     | ۲۵ اوت ۲۰۰۳     |
| ۱۵۷۰۱۶ | 2003 QL52     | ۲۳ اوت ۲۰۰۳     |
| ۱۵۷۰۱۷ | 2003 QX53     | ۲۳ اوت ۲۰۰۳     |
| ۱۵۷۰۱۸ | 2003 QD56     | ۲۳ اوت ۲۰۰۳     |
| ۱۵۷۰۱۹ | 2003 QX58     | ۲۳ اوت ۲۰۰۳     |
| ۱۵۷۰۲۰ | 2003 QV68     | ۲۶ اوت ۲۰۰۳     |
| ۱۵۷۰۲۱ | 2003 QA69     | ۲۵ اوت ۲۰۰۳     |
| ۱۵۷۰۲۲ | 2003 QA77     | ۲۴ اوت ۲۰۰۳     |
| ۱۵۷۰۲۳ | 2003 QM80     | ۲۲ اوت ۲۰۰۳     |
| ۱۵۷۰۲۴ | 2003 QN86     | ۲۵ اوت ۲۰۰۳     |
| ۱۵۷۰۲۵ | 2003 QW88     | ۲۵ اوت ۲۰۰۳     |
| ۱۵۷۰۲۶ | 2003 QW93     | ۲۸ اوت ۲۰۰۳     |
| ۱۵۷۰۲۷ | 2003 QQ95     | ۳۰ اوت ۲۰۰۳     |
| ۱۵۷۰۲۸ | 2003 QH103    | ۳۱ اوت ۲۰۰۳     |
| ۱۵۷۰۲۹ | 2003 QE104    | ۳۱ اوت ۲۰۰۳     |
| ۱۵۷۰۳۰ | 2003 QM106    | ۳۱ اوت ۲۰۰۳     |
| ۱۵۷۰۳۱ | 2003 QO109    | ۳۱ اوت ۲۰۰۳     |
| ۱۵۷۰۳۲ | 2003 RE4      | ۱ سپتامبر ۲۰۰۳  |
| ۱۵۷۰۳۳ | 2003 SU12     | ۱۶ سپتامبر ۲۰۰۳ |
| ۱۵۷۰۳۴ | 2003 SX12     | ۱۶ سپتامبر ۲۰۰۳ |
| ۱۵۷۰۳۵ | 2003 SV17     | ۱۷ سپتامبر ۲۰۰۳ |
| ۱۵۷۰۳۶ | 2003 SG23     | ۱۶ سپتامبر ۲۰۰۳ |
| ۱۵۷۰۳۷ | 2003 SV25     | ۱۷ سپتامبر ۲۰۰۳ |
| ۱۵۷۰۳۸ | 2003 SW32     | ۱۸ سپتامبر ۲۰۰۳ |
| ۱۵۷۰۳۹ | 2003 SQ34     | ۱۸ سپتامبر ۲۰۰۳ |
| ۱۵۷۰۴۰ | 2003 SA37     | ۱۹ سپتامبر ۲۰۰۳ |
| ۱۵۷۰۴۱ | 2003 SC37     | ۱۶ سپتامبر ۲۰۰۳ |
| ۱۵۷۰۴۲ | 2003 SK44     | ۱۶ سپتامبر ۲۰۰۳ |
| ۱۵۷۰۴۳ | 2003 ST44     | ۱۶ سپتامبر ۲۰۰۳ |
| ۱۵۷۰۴۴ | 2003 SN51     | ۱۸ سپتامبر ۲۰۰۳ |
| ۱۵۷۰۴۵ | 2003 SZ53     | ۱۶ سپتامبر ۲۰۰۳ |
| ۱۵۷۰۴۶ | 2003 SY56     | ۱۶ سپتامبر ۲۰۰۳ |
| ۱۵۷۰۴۷ | 2003 SG80     | ۱۹ سپتامبر ۲۰۰۳ |
| ۱۵۷۰۴۸ | 2003 SE90     | ۱۸ سپتامبر ۲۰۰۳ |
| ۱۵۷۰۴۹ | 2003 SE119    | ۱۶ سپتامبر ۲۰۰۳ |
| ۱۵۷۰۵۰ | 2003 SB123    | ۱۸ سپتامبر ۲۰۰۳ |
| ۱۵۷۰۵۱ | 2003 SY123    | ۱۸ سپتامبر ۲۰۰۳ |
| ۱۵۷۰۵۲ | 2003 SH138    | ۱۹ سپتامبر ۲۰۰۳ |
| ۱۵۷۰۵۳ | 2003 SJ139    | ۱۸ سپتامبر ۲۰۰۳ |
| ۱۵۷۰۵۴ | 2003 SB147    | ۲۰ سپتامبر ۲۰۰۳ |
| ۱۵۷۰۵۵ | 2003 ST149    | ۱۷ سپتامبر ۲۰۰۳ |
| ۱۵۷۰۵۶ | 2003 SJ153    | ۱۹ سپتامبر ۲۰۰۳ |
| ۱۵۷۰۵۷ | 2003 SO156    | ۱۹ سپتامبر ۲۰۰۳ |
| ۱۵۷۰۵۸ | 2003 ST166    | ۲۱ سپتامبر ۲۰۰۳ |
| ۱۵۷۰۵۹ | 2003 SR188    | ۲۲ سپتامبر ۲۰۰۳ |
| ۱۵۷۰۶۰ | 2003 SZ199    | ۲۱ سپتامبر ۲۰۰۳ |
| ۱۵۷۰۶۱ | 2003 SP201    | ۲۶ سپتامبر ۲۰۰۳ |
| ۱۵۷۰۶۲ | 2003 SU209    | ۲۵ سپتامبر ۲۰۰۳ |
| ۱۵۷۰۶۳ | 2003 SJ211    | ۲۴ سپتامبر ۲۰۰۳ |
| ۱۵۷۰۶۴ | 2003 SQ216    | ۲۶ سپتامبر ۲۰۰۳ |
| ۱۵۷۰۶۵ | 2003 SK232    | ۲۴ سپتامبر ۲۰۰۳ |
| ۱۵۷۰۶۶ | 2003 SL247    | ۲۶ سپتامبر ۲۰۰۳ |
| ۱۵۷۰۶۷ | 2003 SV249    | ۲۶ سپتامبر ۲۰۰۳ |
| ۱۵۷۰۶۸ | 2003 ST266    | ۲۹ سپتامبر ۲۰۰۳ |
| ۱۵۷۰۶۹ | 2003 SR304    | ۱۷ سپتامبر ۲۰۰۳ |
| ۱۵۷۰۷۰ | 2003 SG307    | ۲۶ سپتامبر ۲۰۰۳ |
| ۱۵۷۰۷۱ | 2003 TR3      | ۱ اکتبر ۲۰۰۳    |
| ۱۵۷۰۷۲ | 2003 UM7      | ۱۸ اکتبر ۲۰۰۳   |
| ۱۵۷۰۷۳ | 2003 UL56     | ۱۹ اکتبر ۲۰۰۳   |
| ۱۵۷۰۷۴ | 2003 UE61     | ۱۶ اکتبر ۲۰۰۳   |
| ۱۵۷۰۷۵ | 2003 UR280    | ۲۷ اکتبر ۲۰۰۳   |
| ۱۵۷۰۷۶ | 2003 UT281    | ۲۹ اکتبر ۲۰۰۳   |
| ۱۵۷۰۷۷ | 2003 UO294    | ۱۶ اکتبر ۲۰۰۳   |
| ۱۵۷۰۷۸ | 2003 WQ31     | ۱۸ نوامبر ۲۰۰۳  |
| ۱۵۷۰۷۹ | 2003 WB98     | ۱۹ نوامبر ۲۰۰۳  |
| ۱۵۷۰۸۰ | 2003 YG1      | ۱۷ دسامبر ۲۰۰۳  |
| ۱۵۷۰۸۱ | 2003 YL146    | ۲۸ دسامبر ۲۰۰۳  |
| ۱۵۷۰۸۲ | 2004 CW50     | ۱۱ فوریه ۲۰۰۴   |
| ۱۵۷۰۸۳ | 2004 CY51     | ۱۴ فوریه ۲۰۰۴   |
| ۱۵۷۰۸۴ | 2004 CP114    | ۱۱ فوریه ۲۰۰۴   |
| ۱۵۷۰۸۵ | 2004 EA2      | ۱۲ مارس ۲۰۰۴    |
| ۱۵۷۰۸۶ | 2004 EQ10     | ۱۵ مارس ۲۰۰۴    |
| ۱۵۷۰۸۷ | 2004 EH57     | ۱۵ مارس ۲۰۰۴    |
| ۱۵۷۰۸۸ | 2004 ER74     | ۱۳ مارس ۲۰۰۴    |
| ۱۵۷۰۸۹ | 2004 ET115    | ۱۴ مارس ۲۰۰۴    |
| ۱۵۷۰۹۰ | 2004 FU1      | ۱۷ مارس ۲۰۰۴    |
| ۱۵۷۰۹۱ | 2004 FZ36     | ۱۶ مارس ۲۰۰۴    |
| ۱۵۷۰۹۲ | 2004 FS107    | ۲۲ مارس ۲۰۰۴    |
| ۱۵۷۰۹۳ | 2004 GT40     | ۱۲ آوریل ۲۰۰۴   |
| ۱۵۷۰۹۴ | 2004 HX10     | ۱۷ آوریل ۲۰۰۴   |
| ۱۵۷۰۹۵ | 2004 HD18     | ۱۷ آوریل ۲۰۰۴   |
| ۱۵۷۰۹۶ | 2004 HQ32     | ۲۰ آوریل ۲۰۰۴   |
| ۱۵۷۰۹۷ | 2004 HR52     | ۲۴ آوریل ۲۰۰۴   |
| ۱۵۷۰۹۸ | 2004 HN61     | ۲۵ آوریل ۲۰۰۴   |
| ۱۵۷۰۹۹ | 2004 HC62     | ۲۶ آوریل ۲۰۰۴   |
| ۱۵۷۱۰۰ | 2004 JV9      | ۱۳ مه ۲۰۰۴      |
| ۱۵۷۱۰۱ | 2004 JL14     | ۹ مه ۲۰۰۴       |
| ۱۵۷۱۰۲ | 2004 JU14     | ۹ مه ۲۰۰۴       |
| ۱۵۷۱۰۳ | 2004 JG16     | ۱۱ مه ۲۰۰۴      |
| ۱۵۷۱۰۴ | 2004 JS33     | ۱۵ مه ۲۰۰۴      |
| ۱۵۷۱۰۵ | 2004 JV33     | ۱۵ مه ۲۰۰۴      |
| ۱۵۷۱۰۶ | 2004 JQ35     | ۱۵ مه ۲۰۰۴      |
| ۱۵۷۱۰۷ | 2004 JY35     | ۱۵ مه ۲۰۰۴      |
| ۱۵۷۱۰۸ | 2004 LF5      | ۱۲ ژوئن ۲۰۰۴    |
| ۱۵۷۱۰۹ | 2004 LU7      | ۱۱ ژوئن ۲۰۰۴    |
| ۱۵۷۱۱۰ | 2004 LG11     | ۱۰ ژوئن ۲۰۰۴    |
| ۱۵۷۱۱۱ | 2004 LU23     | ۱۵ ژوئن ۲۰۰۴    |
| ۱۵۷۱۱۲ | 2004 LH25     | ۱۵ ژوئن ۲۰۰۴    |
| ۱۵۷۱۱۳ | 2004 LW25     | ۱۵ ژوئن ۲۰۰۴    |
| ۱۵۷۱۱۴ | 2004 LX25     | ۱۵ ژوئن ۲۰۰۴    |
| ۱۵۷۱۱۵ | 2004 LF27     | ۱۲ ژوئن ۲۰۰۴    |
| ۱۵۷۱۱۶ | 2004 MG1      | ۱۶ ژوئن ۲۰۰۴    |
| ۱۵۷۱۱۷ | 2004 MC7      | ۲۲ ژوئن ۲۰۰۴    |
| ۱۵۷۱۱۷ | 2004 NT       | ۷ ژوئیه ۲۰۰۴    |
| ۱۵۷۱۱۹ | 2004 NF2      | ۹ ژوئیه ۲۰۰۴    |
| ۱۵۷۱۲۰ | 2004 NH4      | ۱۱ ژوئیه ۲۰۰۴   |
| ۱۵۷۱۲۱ | 2004 NC5      | ۹ ژوئیه ۲۰۰۴    |
| ۱۵۷۱۲۲ | 2004 NG5      | ۹ ژوئیه ۲۰۰۴    |
| ۱۵۷۱۲۳ | 2004 NW5      | ۱۱ ژوئیه ۲۰۰۴   |
| ۱۵۷۱۲۴ | 2004 NJ13     | ۱۱ ژوئیه ۲۰۰۴   |
| ۱۵۷۱۲۵ | 2004 NQ15     | ۱۱ ژوئیه ۲۰۰۴   |
| ۱۵۷۱۲۶ | 2004 NA17     | ۱۱ ژوئیه ۲۰۰۴   |
| ۱۵۷۱۲۷ | 2004 NM17     | ۱۱ ژوئیه ۲۰۰۴   |
| ۱۵۷۱۲۸ | 2004 NQ20     | ۱۴ ژوئیه ۲۰۰۴   |
| ۱۵۷۱۲۹ | 2004 NT20     | ۱۴ ژوئیه ۲۰۰۴   |
| ۱۵۷۱۳۰ | 2004 NZ24     | ۱۵ ژوئیه ۲۰۰۴   |
| ۱۵۷۱۳۱ | 2004 NG25     | ۱۵ ژوئیه ۲۰۰۴   |
| ۱۵۷۱۳۲ | 2004 NS26     | ۱۱ ژوئیه ۲۰۰۴   |
| ۱۵۷۱۳۳ | 2004 NX30     | ۹ ژوئیه ۲۰۰۴    |
| ۱۵۷۱۳۳ | 2004 OR       | ۱۷ ژوئیه ۲۰۰۴   |
| ۱۵۷۱۳۵ | 2004 OC3      | ۱۶ ژوئیه ۲۰۰۴   |
| ۱۵۷۱۳۶ | 2004 OD3      | ۱۶ ژوئیه ۲۰۰۴   |
| ۱۵۷۱۳۷ | 2004 OY4      | ۱۶ ژوئیه ۲۰۰۴   |
| ۱۵۷۱۳۸ | 2004 OU5      | ۱۷ ژوئیه ۲۰۰۴   |
| ۱۵۷۱۳۹ | 2004 OE11     | ۲۵ ژوئیه ۲۰۰۴   |
| ۱۵۷۱۴۰ | 2004 OG11     | ۲۵ ژوئیه ۲۰۰۴   |
| ۱۵۷۱۴۱ | Sopron        | ۶ اوت ۲۰۰۴      |
| ۱۵۷۱۴۲ | 2004 PV1      | ۶ اوت ۲۰۰۴      |
| ۱۵۷۱۴۳ | 2004 PX1      | ۶ اوت ۲۰۰۴      |
| ۱۵۷۱۴۴ | 2004 PR2      | ۶ اوت ۲۰۰۴      |
| ۱۵۷۱۴۵ | 2004 PW2      | ۳ اوت ۲۰۰۴      |
| ۱۵۷۱۴۶ | 2004 PK7      | ۶ اوت ۲۰۰۴      |
| ۱۵۷۱۴۷ | 2004 PQ7      | ۶ اوت ۲۰۰۴      |
| ۱۵۷۱۴۸ | 2004 PK11     | ۷ اوت ۲۰۰۴      |
| ۱۵۷۱۴۹ | 2004 PB12     | ۷ اوت ۲۰۰۴      |
| ۱۵۷۱۵۰ | 2004 PO14     | ۷ اوت ۲۰۰۴      |
| ۱۵۷۱۵۱ | 2004 PU14     | ۷ اوت ۲۰۰۴      |
| ۱۵۷۱۵۲ | 2004 PH18     | ۸ اوت ۲۰۰۴      |
| ۱۵۷۱۵۳ | 2004 PF19     | ۸ اوت ۲۰۰۴      |
| ۱۵۷۱۵۴ | 2004 PM19     | ۸ اوت ۲۰۰۴      |
| ۱۵۷۱۵۵ | 2004 PR20     | ۶ اوت ۲۰۰۴      |
| ۱۵۷۱۵۶ | 2004 PG22     | ۸ اوت ۲۰۰۴      |
| ۱۵۷۱۵۷ | 2004 PB28     | ۵ اوت ۲۰۰۴      |
| ۱۵۷۱۵۸ | 2004 PO28     | ۶ اوت ۲۰۰۴      |
| ۱۵۷۱۵۹ | 2004 PU30     | ۸ اوت ۲۰۰۴      |
| ۱۵۷۱۶۰ | 2004 PA32     | ۸ اوت ۲۰۰۴      |
| ۱۵۷۱۶۱ | 2004 PR32     | ۸ اوت ۲۰۰۴      |
| ۱۵۷۱۶۲ | 2004 PW34     | ۸ اوت ۲۰۰۴      |
| ۱۵۷۱۶۳ | 2004 PD35     | ۸ اوت ۲۰۰۴      |
| ۱۵۷۱۶۴ | 2004 PN36     | ۹ اوت ۲۰۰۴      |
| ۱۵۷۱۶۵ | 2004 PT36     | ۹ اوت ۲۰۰۴      |
| ۱۵۷۱۶۶ | 2004 PY37     | ۹ اوت ۲۰۰۴      |
| ۱۵۷۱۶۷ | 2004 PQ42     | ۹ اوت ۲۰۰۴      |
| ۱۵۷۱۶۸ | 2004 PY43     | ۶ اوت ۲۰۰۴      |
| ۱۵۷۱۶۹ | 2004 PM45     | ۷ اوت ۲۰۰۴      |
| ۱۵۷۱۷۰ | 2004 PG49     | ۸ اوت ۲۰۰۴      |
| ۱۵۷۱۷۱ | 2004 PX49     | ۸ اوت ۲۰۰۴      |
| ۱۵۷۱۷۲ | 2004 PF51     | ۸ اوت ۲۰۰۴      |
| ۱۵۷۱۷۳ | 2004 PC54     | ۸ اوت ۲۰۰۴      |
| ۱۵۷۱۷۴ | 2004 PJ58     | ۹ اوت ۲۰۰۴      |
| ۱۵۷۱۷۵ | 2004 PU58     | ۹ اوت ۲۰۰۴      |
| ۱۵۷۱۷۶ | 2004 PC60     | ۹ اوت ۲۰۰۴      |
| ۱۵۷۱۷۷ | 2004 PP61     | ۹ اوت ۲۰۰۴      |
| ۱۵۷۱۷۸ | 2004 PR61     | ۹ اوت ۲۰۰۴      |
| ۱۵۷۱۷۹ | 2004 PW66     | ۱۱ اوت ۲۰۰۴     |
| ۱۵۷۱۸۰ | 2004 PH71     | ۸ اوت ۲۰۰۴      |
| ۱۵۷۱۸۱ | 2004 PF83     | ۱۰ اوت ۲۰۰۴     |
| ۱۵۷۱۸۲ | 2004 PD84     | ۱۰ اوت ۲۰۰۴     |
| ۱۵۷۱۸۳ | 2004 PK85     | ۱۰ اوت ۲۰۰۴     |
| ۱۵۷۱۸۴ | 2004 PL85     | ۱۰ اوت ۲۰۰۴     |
| ۱۵۷۱۸۵ | 2004 PX89     | ۱۰ اوت ۲۰۰۴     |
| ۱۵۷۱۸۶ | 2004 PU96     | ۱۱ اوت ۲۰۰۴     |
| ۱۵۷۱۸۷ | 2004 PZ99     | ۱۱ اوت ۲۰۰۴     |
| ۱۵۷۱۸۸ | 2004 PU103    | ۱۲ اوت ۲۰۰۴     |
| ۱۵۷۱۸۹ | 2004 PX106    | ۱۵ اوت ۲۰۰۴     |
| ۱۵۷۱۹۰ | 2004 PK113    | ۸ اوت ۲۰۰۴      |
| ۱۵۷۱۹۱ | 2004 QL2      | ۲۰ اوت ۲۰۰۴     |
| ۱۵۷۱۹۲ | 2004 QB4      | ۱۹ اوت ۲۰۰۴     |
| ۱۵۷۱۹۳ | 2004 QU5      | ۱۷ اوت ۲۰۰۴     |
| ۱۵۷۱۹۴ | Saddlemyer    | ۲۱ اوت ۲۰۰۴     |
| ۱۵۷۱۹۵ | 2004 QX19     | ۲۲ اوت ۲۰۰۴     |
| ۱۵۷۱۹۶ | 2004 QU21     | ۲۵ اوت ۲۰۰۴     |
| ۱۵۷۱۹۷ | 2004 QN24     | ۲۰ اوت ۲۰۰۴     |
| ۱۵۷۱۹۸ | 2004 RU1      | ۴ سپتامبر ۲۰۰۴  |
| ۱۵۷۱۹۹ | 2004 RZ8      | ۶ سپتامبر ۲۰۰۴  |
| ۱۵۷۲۰۰ | 2004 RC9      | ۶ سپتامبر ۲۰۰۴  |
| ۱۵۷۲۰۱ | 2004 RE13     | ۴ سپتامبر ۲۰۰۴  |
| ۱۵۷۲۰۲ | 2004 RG14     | ۶ سپتامبر ۲۰۰۴  |
| ۱۵۷۲۰۳ | 2004 RW15     | ۷ سپتامبر ۲۰۰۴  |
| ۱۵۷۲۰۴ | 2004 RQ16     | ۷ سپتامبر ۲۰۰۴  |
| ۱۵۷۲۰۵ | 2004 RT18     | ۷ سپتامبر ۲۰۰۴  |
| ۱۵۷۲۰۶ | 2004 RU18     | ۷ سپتامبر ۲۰۰۴  |
| ۱۵۷۲۰۷ | 2004 RX18     | ۷ سپتامبر ۲۰۰۴  |
| ۱۵۷۲۰۸ | 2004 RH22     | ۷ سپتامبر ۲۰۰۴  |
| ۱۵۷۲۰۹ | 2004 RL22     | ۷ سپتامبر ۲۰۰۴  |
| ۱۵۷۲۱۰ | 2004 RQ27     | ۶ سپتامبر ۲۰۰۴  |
| ۱۵۷۲۱۱ | 2004 RJ28     | ۶ سپتامبر ۲۰۰۴  |
| ۱۵۷۲۱۲ | 2004 RQ28     | ۶ سپتامبر ۲۰۰۴  |
| ۱۵۷۲۱۳ | 2004 RS28     | ۶ سپتامبر ۲۰۰۴  |
| ۱۵۷۲۱۴ | 2004 RV28     | ۶ سپتامبر ۲۰۰۴  |
| ۱۵۷۲۱۵ | 2004 RZ28     | ۶ سپتامبر ۲۰۰۴  |
| ۱۵۷۲۱۶ | 2004 RB29     | ۷ سپتامبر ۲۰۰۴  |
| ۱۵۷۲۱۷ | 2004 RT29     | ۷ سپتامبر ۲۰۰۴  |
| ۱۵۷۲۱۸ | 2004 RB34     | ۷ سپتامبر ۲۰۰۴  |
| ۱۵۷۲۱۹ | 2004 RY35     | ۷ سپتامبر ۲۰۰۴  |
| ۱۵۷۲۲۰ | 2004 RV53     | ۸ سپتامبر ۲۰۰۴  |
| ۱۵۷۲۲۱ | 2004 RM56     | ۸ سپتامبر ۲۰۰۴  |
| ۱۵۷۲۲۲ | 2004 RD58     | ۸ سپتامبر ۲۰۰۴  |
| ۱۵۷۲۲۳ | 2004 RW61     | ۸ سپتامبر ۲۰۰۴  |
| ۱۵۷۲۲۴ | 2004 RO64     | ۸ سپتامبر ۲۰۰۴  |
| ۱۵۷۲۲۵ | 2004 RJ69     | ۸ سپتامبر ۲۰۰۴  |
| ۱۵۷۲۲۶ | 2004 RS69     | ۸ سپتامبر ۲۰۰۴  |
| ۱۵۷۲۲۷ | 2004 RK70     | ۸ سپتامبر ۲۰۰۴  |
| ۱۵۷۲۲۸ | 2004 RY70     | ۸ سپتامبر ۲۰۰۴  |
| ۱۵۷۲۲۹ | 2004 RB73     | ۸ سپتامبر ۲۰۰۴  |
| ۱۵۷۲۳۰ | 2004 RF75     | ۸ سپتامبر ۲۰۰۴  |
| ۱۵۷۲۳۱ | 2004 RL75     | ۸ سپتامبر ۲۰۰۴  |
| ۱۵۷۲۳۲ | 2004 RF76     | ۸ سپتامبر ۲۰۰۴  |
| ۱۵۷۲۳۳ | 2004 RU77     | ۸ سپتامبر ۲۰۰۴  |
| ۱۵۷۲۳۴ | 2004 RK81     | ۸ سپتامبر ۲۰۰۴  |
| ۱۵۷۲۳۵ | 2004 RD86     | ۷ سپتامبر ۲۰۰۴  |
| ۱۵۷۲۳۶ | 2004 RB89     | ۸ سپتامبر ۲۰۰۴  |
| ۱۵۷۲۳۷ | 2004 RX91     | ۸ سپتامبر ۲۰۰۴  |
| ۱۵۷۲۳۸ | 2004 RJ93     | ۸ سپتامبر ۲۰۰۴  |
| ۱۵۷۲۳۹ | 2004 RP96     | ۸ سپتامبر ۲۰۰۴  |
| ۱۵۷۲۴۰ | 2004 RE100    | ۸ سپتامبر ۲۰۰۴  |
| ۱۵۷۲۴۱ | 2004 RU104    | ۸ سپتامبر ۲۰۰۴  |
| ۱۵۷۲۴۲ | 2004 RN105    | ۸ سپتامبر ۲۰۰۴  |
| ۱۵۷۲۴۳ | 2004 RQ107    | ۹ سپتامبر ۲۰۰۴  |
| ۱۵۷۲۴۴ | 2004 RT108    | ۹ سپتامبر ۲۰۰۴  |
| ۱۵۷۲۴۵ | 2004 RU110    | ۷ سپتامبر ۲۰۰۴  |
| ۱۵۷۲۴۶ | 2004 RB111    | ۹ سپتامبر ۲۰۰۴  |
| ۱۵۷۲۴۷ | 2004 RS115    | ۷ سپتامبر ۲۰۰۴  |
| ۱۵۷۲۴۸ | 2004 RF123    | ۷ سپتامبر ۲۰۰۴  |
| ۱۵۷۲۴۹ | 2004 RV128    | ۷ سپتامبر ۲۰۰۴  |
| ۱۵۷۲۵۰ | 2004 RK147    | ۹ سپتامبر ۲۰۰۴  |
| ۱۵۷۲۵۱ | 2004 RL148    | ۹ سپتامبر ۲۰۰۴  |
| ۱۵۷۲۵۲ | 2004 RG149    | ۹ سپتامبر ۲۰۰۴  |
| ۱۵۷۲۵۳ | 2004 RD151    | ۹ سپتامبر ۲۰۰۴  |
| ۱۵۷۲۵۴ | 2004 RV151    | ۹ سپتامبر ۲۰۰۴  |
| ۱۵۷۲۵۵ | 2004 RF155    | ۱۰ سپتامبر ۲۰۰۴ |
| ۱۵۷۲۵۶ | 2004 RQ159    | ۱۰ سپتامبر ۲۰۰۴ |
| ۱۵۷۲۵۷ | 2004 RM164    | ۷ سپتامبر ۲۰۰۴  |
| ۱۵۷۲۵۸ | Leach         | ۱۲ سپتامبر ۲۰۰۴ |
| ۱۵۷۲۵۹ | 2004 RZ171    | ۹ سپتامبر ۲۰۰۴  |
| ۱۵۷۲۶۰ | 2004 RZ182    | ۱۰ سپتامبر ۲۰۰۴ |
| ۱۵۷۲۶۱ | 2004 RK183    | ۱۰ سپتامبر ۲۰۰۴ |
| ۱۵۷۲۶۲ | 2004 RA185    | ۱۰ سپتامبر ۲۰۰۴ |
| ۱۵۷۲۶۳ | 2004 RZ185    | ۱۰ سپتامبر ۲۰۰۴ |
| ۱۵۷۲۶۴ | 2004 RH190    | ۱۰ سپتامبر ۲۰۰۴ |
| ۱۵۷۲۶۵ | 2004 RW192    | ۱۰ سپتامبر ۲۰۰۴ |
| ۱۵۷۲۶۶ | 2004 RD194    | ۱۰ سپتامبر ۲۰۰۴ |
| ۱۵۷۲۶۷ | 2004 RJ198    | ۱۰ سپتامبر ۲۰۰۴ |
| ۱۵۷۲۶۸ | 2004 RL200    | ۱۰ سپتامبر ۲۰۰۴ |
| ۱۵۷۲۶۹ | 2004 RB209    | ۱۱ سپتامبر ۲۰۰۴ |
| ۱۵۷۲۷۰ | 2004 RP217    | ۱۱ سپتامبر ۲۰۰۴ |
| ۱۵۷۲۷۱ | 2004 RK222    | ۱۳ سپتامبر ۲۰۰۴ |
| ۱۵۷۲۷۲ | 2004 RE224    | ۸ سپتامبر ۲۰۰۴  |
| ۱۵۷۲۷۳ | 2004 RH226    | ۹ سپتامبر ۲۰۰۴  |
| ۱۵۷۲۷۴ | 2004 RB227    | ۹ سپتامبر ۲۰۰۴  |
| ۱۵۷۲۷۵ | 2004 RW230    | ۹ سپتامبر ۲۰۰۴  |
| ۱۵۷۲۷۶ | 2004 RG231    | ۹ سپتامبر ۲۰۰۴  |
| ۱۵۷۲۷۷ | 2004 RP231    | ۹ سپتامبر ۲۰۰۴  |
| ۱۵۷۲۷۸ | 2004 RC233    | ۹ سپتامبر ۲۰۰۴  |
| ۱۵۷۲۷۹ | 2004 RT233    | ۹ سپتامبر ۲۰۰۴  |
| ۱۵۷۲۸۰ | 2004 RC234    | ۹ سپتامبر ۲۰۰۴  |
| ۱۵۷۲۸۱ | 2004 RS254    | ۶ سپتامبر ۲۰۰۴  |
| ۱۵۷۲۸۲ | 2004 RH258    | ۱۰ سپتامبر ۲۰۰۴ |
| ۱۵۷۲۸۳ | 2004 RL281    | ۱۵ سپتامبر ۲۰۰۴ |
| ۱۵۷۲۸۴ | 2004 RZ286    | ۱۵ سپتامبر ۲۰۰۴ |
| ۱۵۷۲۸۵ | 2004 RD287    | ۱۵ سپتامبر ۲۰۰۴ |
| ۱۵۷۲۸۶ | 2004 RS287    | ۱۵ سپتامبر ۲۰۰۴ |
| ۱۵۷۲۸۷ | 2004 RS292    | ۱۰ سپتامبر ۲۰۰۴ |
| ۱۵۷۲۸۸ | 2004 RU292    | ۱۰ سپتامبر ۲۰۰۴ |
| ۱۵۷۲۸۹ | 2004 RD306    | ۱۲ سپتامبر ۲۰۰۴ |
| ۱۵۷۲۹۰ | 2004 RX306    | ۱۲ سپتامبر ۲۰۰۴ |
| ۱۵۷۲۹۱ | 2004 RH309    | ۱۳ سپتامبر ۲۰۰۴ |
| ۱۵۷۲۹۲ | 2004 RN312    | ۱۵ سپتامبر ۲۰۰۴ |
| ۱۵۷۲۹۳ | 2004 RU321    | ۱۳ سپتامبر ۲۰۰۴ |
| ۱۵۷۲۹۴ | 2004 RP323    | ۱۳ سپتامبر ۲۰۰۴ |
| ۱۵۷۲۹۵ | 2004 RQ323    | ۱۳ سپتامبر ۲۰۰۴ |
| ۱۵۷۲۹۶ | 2004 RG334    | ۱۵ سپتامبر ۲۰۰۴ |
| ۱۵۷۲۹۷ | 2004 RZ334    | ۱۵ سپتامبر ۲۰۰۴ |
| ۱۵۷۲۹۸ | 2004 RT337    | ۱۵ سپتامبر ۲۰۰۴ |
| ۱۵۷۲۹۹ | 2004 SV14     | ۱۷ سپتامبر ۲۰۰۴ |
| ۱۵۷۳۰۰ | 2004 SD15     | ۱۷ سپتامبر ۲۰۰۴ |
| ۱۵۷۳۰۱ | 2004 SE20     | ۱۶ سپتامبر ۲۰۰۴ |
| ۱۵۷۳۰۲ | 2004 SZ21     | ۱۶ سپتامبر ۲۰۰۴ |
| ۱۵۷۳۰۳ | 2004 SK22     | ۱۷ سپتامبر ۲۰۰۴ |
| ۱۵۷۳۰۴ | 2004 SR24     | ۲۰ سپتامبر ۲۰۰۴ |
| ۱۵۷۳۰۵ | 2004 SA26     | ۱۷ سپتامبر ۲۰۰۴ |
| ۱۵۷۳۰۶ | 2004 SZ27     | ۱۶ سپتامبر ۲۰۰۴ |
| ۱۵۷۳۰۷ | 2004 SA29     | ۱۷ سپتامبر ۲۰۰۴ |
| ۱۵۷۳۰۸ | 2004 SH29     | ۱۷ سپتامبر ۲۰۰۴ |
| ۱۵۷۳۰۹ | 2004 ST29     | ۱۷ سپتامبر ۲۰۰۴ |
| ۱۵۷۳۱۰ | 2004 SO30     | ۱۷ سپتامبر ۲۰۰۴ |
| ۱۵۷۳۱۱ | 2004 SC31     | ۱۷ سپتامبر ۲۰۰۴ |
| ۱۵۷۳۱۲ | 2004 SU32     | ۱۷ سپتامبر ۲۰۰۴ |
| ۱۵۷۳۱۳ | 2004 SX34     | ۱۷ سپتامبر ۲۰۰۴ |
| ۱۵۷۳۱۴ | 2004 SD37     | ۱۷ سپتامبر ۲۰۰۴ |
| ۱۵۷۳۱۵ | 2004 SP38     | ۱۷ سپتامبر ۲۰۰۴ |
| ۱۵۷۳۱۶ | 2004 SG41     | ۱۷ سپتامبر ۲۰۰۴ |
| ۱۵۷۳۱۷ | 2004 SK45     | ۱۸ سپتامبر ۲۰۰۴ |
| ۱۵۷۳۱۸ | 2004 SA47     | ۱۸ سپتامبر ۲۰۰۴ |
| ۱۵۷۳۱۹ | 2004 ST47     | ۱۸ سپتامبر ۲۰۰۴ |
| ۱۵۷۳۲۰ | 2004 SY48     | ۲۱ سپتامبر ۲۰۰۴ |
| ۱۵۷۳۲۱ | 2004 SN52     | ۱۸ سپتامبر ۲۰۰۴ |
| ۱۵۷۳۲۲ | 2004 SJ54     | ۲۲ سپتامبر ۲۰۰۴ |
| ۱۵۷۳۲۳ | 2004 SU57     | ۱۶ سپتامبر ۲۰۰۴ |
| ۱۵۷۳۲۴ | 2004 TN6      | ۲ اکتبر ۲۰۰۴    |
| ۱۵۷۳۲۵ | 2004 TF7      | ۵ اکتبر ۲۰۰۴    |
| ۱۵۷۳۲۶ | 2004 TM7      | ۵ اکتبر ۲۰۰۴    |
| ۱۵۷۳۲۷ | 2004 TK8      | ۴ اکتبر ۲۰۰۴    |
| ۱۵۷۳۲۸ | 2004 TV12     | ۵ اکتبر ۲۰۰۴    |
| ۱۵۷۳۲۹ | 2004 TM16     | ۱۳ اکتبر ۲۰۰۴   |
| ۱۵۷۳۳۰ | 2004 TS16     | ۱۳ اکتبر ۲۰۰۴   |
| ۱۵۷۳۳۱ | 2004 TY19     | ۱۱ اکتبر ۲۰۰۴   |
| ۱۵۷۳۳۲ | Lynette       | ۱۵ اکتبر ۲۰۰۴   |
| ۱۵۷۳۳۳ | 2004 TH21     | ۳ اکتبر ۲۰۰۴    |
| ۱۵۷۳۳۴ | 2004 TO24     | ۴ اکتبر ۲۰۰۴    |
| ۱۵۷۳۳۵ | 2004 TL30     | ۴ اکتبر ۲۰۰۴    |
| ۱۵۷۳۳۶ | 2004 TN30     | ۴ اکتبر ۲۰۰۴    |
| ۱۵۷۳۳۷ | 2004 TE43     | ۴ اکتبر ۲۰۰۴    |
| ۱۵۷۳۳۸ | 2004 TZ43     | ۴ اکتبر ۲۰۰۴    |
| ۱۵۷۳۳۹ | 2004 TP45     | ۴ اکتبر ۲۰۰۴    |
| ۱۵۷۳۴۰ | 2004 TT45     | ۴ اکتبر ۲۰۰۴    |
| ۱۵۷۳۴۱ | 2004 TU45     | ۴ اکتبر ۲۰۰۴    |
| ۱۵۷۳۴۲ | 2004 TL55     | ۴ اکتبر ۲۰۰۴    |
| ۱۵۷۳۴۳ | 2004 TU61     | ۵ اکتبر ۲۰۰۴    |
| ۱۵۷۳۴۴ | 2004 TZ64     | ۵ اکتبر ۲۰۰۴    |
| ۱۵۷۳۴۵ | 2004 TS65     | ۵ اکتبر ۲۰۰۴    |
| ۱۵۷۳۴۶ | 2004 TB67     | ۵ اکتبر ۲۰۰۴    |
| ۱۵۷۳۴۷ | 2004 TQ67     | ۵ اکتبر ۲۰۰۴    |
| ۱۵۷۳۴۸ | 2004 TX67     | ۵ اکتبر ۲۰۰۴    |
| ۱۵۷۳۴۹ | 2004 TA68     | ۵ اکتبر ۲۰۰۴    |
| ۱۵۷۳۵۰ | 2004 TB69     | ۵ اکتبر ۲۰۰۴    |
| ۱۵۷۳۵۱ | 2004 TS69     | ۵ اکتبر ۲۰۰۴    |
| ۱۵۷۳۵۲ | 2004 TU75     | ۶ اکتبر ۲۰۰۴    |
| ۱۵۷۳۵۳ | 2004 TW75     | ۶ اکتبر ۲۰۰۴    |
| ۱۵۷۳۵۴ | 2004 TX81     | ۵ اکتبر ۲۰۰۴    |
| ۱۵۷۳۵۵ | 2004 TB91     | ۵ اکتبر ۲۰۰۴    |
| ۱۵۷۳۵۶ | 2004 TH94     | ۵ اکتبر ۲۰۰۴    |
| ۱۵۷۳۵۷ | 2004 TZ96     | ۵ اکتبر ۲۰۰۴    |
| ۱۵۷۳۵۸ | 2004 TZ106    | ۷ اکتبر ۲۰۰۴    |
| ۱۵۷۳۵۹ | 2004 TV107    | ۷ اکتبر ۲۰۰۴    |
| ۱۵۷۳۶۰ | 2004 TJ108    | ۷ اکتبر ۲۰۰۴    |
| ۱۵۷۳۶۱ | 2004 TV109    | ۷ اکتبر ۲۰۰۴    |
| ۱۵۷۳۶۲ | 2004 TQ113    | ۷ اکتبر ۲۰۰۴    |
| ۱۵۷۳۶۳ | 2004 TX113    | ۷ اکتبر ۲۰۰۴    |
| ۱۵۷۳۶۴ | 2004 TK114    | ۸ اکتبر ۲۰۰۴    |
| ۱۵۷۳۶۵ | 2004 TV118    | ۵ اکتبر ۲۰۰۴    |
| ۱۵۷۳۶۶ | 2004 TL120    | ۶ اکتبر ۲۰۰۴    |
| ۱۵۷۳۶۷ | 2004 TF125    | ۷ اکتبر ۲۰۰۴    |
| ۱۵۷۳۶۸ | 2004 TH127    | ۷ اکتبر ۲۰۰۴    |
| ۱۵۷۳۶۹ | 2004 TE128    | ۷ اکتبر ۲۰۰۴    |
| ۱۵۷۳۷۰ | 2004 TH128    | ۷ اکتبر ۲۰۰۴    |
| ۱۵۷۳۷۱ | 2004 TZ130    | ۷ اکتبر ۲۰۰۴    |
| ۱۵۷۳۷۲ | 2004 TW134    | ۸ اکتبر ۲۰۰۴    |
| ۱۵۷۳۷۳ | 2004 TC135    | ۸ اکتبر ۲۰۰۴    |
| ۱۵۷۳۷۴ | 2004 TS138    | ۹ اکتبر ۲۰۰۴    |
| ۱۵۷۳۷۵ | 2004 TK140    | ۴ اکتبر ۲۰۰۴    |
| ۱۵۷۳۷۶ | 2004 TN155    | ۶ اکتبر ۲۰۰۴    |
| ۱۵۷۳۷۷ | 2004 TG158    | ۶ اکتبر ۲۰۰۴    |
| ۱۵۷۳۷۸ | 2004 TU163    | ۶ اکتبر ۲۰۰۴    |
| ۱۵۷۳۷۹ | 2004 TV164    | ۶ اکتبر ۲۰۰۴    |
| ۱۵۷۳۸۰ | 2004 TF168    | ۷ اکتبر ۲۰۰۴    |
| ۱۵۷۳۸۱ | 2004 TN169    | ۷ اکتبر ۲۰۰۴    |
| ۱۵۷۳۸۲ | 2004 TU169    | ۷ اکتبر ۲۰۰۴    |
| ۱۵۷۳۸۳ | 2004 TV170    | ۷ اکتبر ۲۰۰۴    |
| ۱۵۷۳۸۴ | 2004 TS172    | ۸ اکتبر ۲۰۰۴    |
| ۱۵۷۳۸۵ | 2004 TX174    | ۹ اکتبر ۲۰۰۴    |
| ۱۵۷۳۸۶ | 2004 TQ180    | ۷ اکتبر ۲۰۰۴    |
| ۱۵۷۳۸۷ | 2004 TC184    | ۷ اکتبر ۲۰۰۴    |
| ۱۵۷۳۸۸ | 2004 TC185    | ۷ اکتبر ۲۰۰۴    |
| ۱۵۷۳۸۹ | 2004 TL202    | ۷ اکتبر ۲۰۰۴    |
| ۱۵۷۳۹۰ | 2004 TJ203    | ۷ اکتبر ۲۰۰۴    |
| ۱۵۷۳۹۱ | 2004 TM205    | ۷ اکتبر ۲۰۰۴    |
| ۱۵۷۳۹۲ | 2004 TR207    | ۷ اکتبر ۲۰۰۴    |
| ۱۵۷۳۹۳ | 2004 TM209    | ۸ اکتبر ۲۰۰۴    |
| ۱۵۷۳۹۴ | 2004 TT211    | ۸ اکتبر ۲۰۰۴    |
| ۱۵۷۳۹۵ | 2004 TX215    | ۱۰ اکتبر ۲۰۰۴   |
| ۱۵۷۳۹۶ | 2004 TM216    | ۱۳ اکتبر ۲۰۰۴   |
| ۱۵۷۳۹۷ | 2004 TY220    | ۷ اکتبر ۲۰۰۴    |
| ۱۵۷۳۹۸ | 2004 TV221    | ۷ اکتبر ۲۰۰۴    |
| ۱۵۷۳۹۹ | 2004 TH234    | ۸ اکتبر ۲۰۰۴    |
| ۱۵۷۴۰۰ | 2004 TH238    | ۹ اکتبر ۲۰۰۴    |
| ۱۵۷۴۰۱ | 2004 TY240    | ۱۰ اکتبر ۲۰۰۴   |
| ۱۵۷۴۰۲ | 2004 TH241    | ۱۰ اکتبر ۲۰۰۴   |
| ۱۵۷۴۰۳ | 2004 TS242    | ۶ اکتبر ۲۰۰۴    |
| ۱۵۷۴۰۴ | 2004 TZ245    | ۷ اکتبر ۲۰۰۴    |
| ۱۵۷۴۰۵ | 2004 TH247    | ۷ اکتبر ۲۰۰۴    |
| ۱۵۷۴۰۶ | 2004 TK249    | ۷ اکتبر ۲۰۰۴    |
| ۱۵۷۴۰۷ | 2004 TM250    | ۷ اکتبر ۲۰۰۴    |
| ۱۵۷۴۰۸ | 2004 TF258    | ۹ اکتبر ۲۰۰۴    |
| ۱۵۷۴۰۹ | 2004 TP262    | ۹ اکتبر ۲۰۰۴    |
| ۱۵۷۴۱۰ | 2004 TP270    | ۹ اکتبر ۲۰۰۴    |
| ۱۵۷۴۱۱ | 2004 TZ270    | ۹ اکتبر ۲۰۰۴    |
| ۱۵۷۴۱۲ | 2004 TX276    | ۹ اکتبر ۲۰۰۴    |
| ۱۵۷۴۱۳ | 2004 TP279    | ۱۰ اکتبر ۲۰۰۴   |
| ۱۵۷۴۱۴ | 2004 TU285    | ۸ اکتبر ۲۰۰۴    |
| ۱۵۷۴۱۵ | 2004 TD286    | ۸ اکتبر ۲۰۰۴    |
| ۱۵۷۴۱۶ | 2004 TL286    | ۸ اکتبر ۲۰۰۴    |
| ۱۵۷۴۱۷ | 2004 TY293    | ۱۰ اکتبر ۲۰۰۴   |
| ۱۵۷۴۱۸ | 2004 TO294    | ۱۰ اکتبر ۲۰۰۴   |
| ۱۵۷۴۱۹ | 2004 TJ296    | ۱۰ اکتبر ۲۰۰۴   |
| ۱۵۷۴۲۰ | 2004 TC299    | ۱۳ اکتبر ۲۰۰۴   |
| ۱۵۷۴۲۱ | Carolpercy    | ۸ اکتبر ۲۰۰۴    |
| ۱۵۷۴۲۲ | 2004 TP306    | ۱۰ اکتبر ۲۰۰۴   |
| ۱۵۷۴۲۳ | 2004 TZ309    | ۱۰ اکتبر ۲۰۰۴   |
| ۱۵۷۴۲۴ | 2004 TN328    | ۴ اکتبر ۲۰۰۴    |
| ۱۵۷۴۲۵ | 2004 TS328    | ۴ اکتبر ۲۰۰۴    |
| ۱۵۷۴۲۶ | 2004 TF333    | ۹ اکتبر ۲۰۰۴    |
| ۱۵۷۴۲۷ | 2004 TN334    | ۱۰ اکتبر ۲۰۰۴   |
| ۱۵۷۴۲۸ | 2004 TS334    | ۱۰ اکتبر ۲۰۰۴   |
| ۱۵۷۴۲۹ | 2004 TV340    | ۱۳ اکتبر ۲۰۰۴   |
| ۱۵۷۴۳۰ | 2004 TP341    | ۱۳ اکتبر ۲۰۰۴   |
| ۱۵۷۴۳۱ | 2004 TA343    | ۱۳ اکتبر ۲۰۰۴   |
| ۱۵۷۴۳۲ | 2004 TM344    | ۱۵ اکتبر ۲۰۰۴   |
| ۱۵۷۴۳۳ | 2004 TT356    | ۱۴ اکتبر ۲۰۰۴   |
| ۱۵۷۴۳۴ | 2004 TR358    | ۵ اکتبر ۲۰۰۴    |
| ۱۵۷۴۳۵ | 2004 TH361    | ۱۳ اکتبر ۲۰۰۴   |
| ۱۵۷۴۳۶ | 2004 UT3      | ۱۸ اکتبر ۲۰۰۴   |
| ۱۵۷۴۳۷ | 2004 VU3      | ۳ نوامبر ۲۰۰۴   |
| ۱۵۷۴۳۸ | 2004 VG5      | ۳ نوامبر ۲۰۰۴   |
| ۱۵۷۴۳۹ | 2004 VW6      | ۳ نوامبر ۲۰۰۴   |
| ۱۵۷۴۴۰ | 2004 VZ8      | ۳ نوامبر ۲۰۰۴   |
| ۱۵۷۴۴۱ | 2004 VO11     | ۳ نوامبر ۲۰۰۴   |
| ۱۵۷۴۴۲ | 2004 VZ13     | ۴ نوامبر ۲۰۰۴   |
| ۱۵۷۴۴۳ | 2004 VM17     | ۳ نوامبر ۲۰۰۴   |
| ۱۵۷۴۴۴ | 2004 VV17     | ۳ نوامبر ۲۰۰۴   |
| ۱۵۷۴۴۵ | 2004 VG22     | ۴ نوامبر ۲۰۰۴   |
| ۱۵۷۴۴۶ | 2004 VK23     | ۵ نوامبر ۲۰۰۴   |
| ۱۵۷۴۴۷ | 2004 VM23     | ۵ نوامبر ۲۰۰۴   |
| ۱۵۷۴۴۸ | 2004 VV39     | ۴ نوامبر ۲۰۰۴   |
| ۱۵۷۴۴۹ | 2004 VH52     | ۴ نوامبر ۲۰۰۴   |
| ۱۵۷۴۵۰ | 2004 VF53     | ۵ نوامبر ۲۰۰۴   |
| ۱۵۷۴۵۱ | 2004 VP53     | ۷ نوامبر ۲۰۰۴   |
| ۱۵۷۴۵۲ | 2004 VJ63     | ۱۰ نوامبر ۲۰۰۴  |
| ۱۵۷۴۵۳ | 2004 VG72     | ۴ نوامبر ۲۰۰۴   |
| ۱۵۷۴۵۴ | 2004 VU78     | ۳ نوامبر ۲۰۰۴   |
| ۱۵۷۴۵۴ | 2004 WV       | ۱۷ نوامبر ۲۰۰۴  |
| ۱۵۷۴۵۶ | Pivatte       | ۱۷ نوامبر ۲۰۰۴  |
| ۱۵۷۴۵۷ | 2004 WF11     | ۲۰ نوامبر ۲۰۰۴  |
| ۱۵۷۴۵۸ | 2004 XP2      | ۱ دسامبر ۲۰۰۴   |
| ۱۵۷۴۵۹ | 2004 XX20     | ۸ دسامبر ۲۰۰۴   |
| ۱۵۷۴۶۰ | 2004 XC28     | ۱۰ دسامبر ۲۰۰۴  |
| ۱۵۷۴۶۱ | 2004 XR32     | ۱۰ دسامبر ۲۰۰۴  |
| ۱۵۷۴۶۲ | 2004 XO68     | ۷ دسامبر ۲۰۰۴   |
| ۱۵۷۴۶۳ | 2004 XM77     | ۱۰ دسامبر ۲۰۰۴  |
| ۱۵۷۴۶۴ | 2004 XQ78     | ۱۰ دسامبر ۲۰۰۴  |
| ۱۵۷۴۶۵ | 2004 XR87     | ۹ دسامبر ۲۰۰۴   |
| ۱۵۷۴۶۶ | 2004 XQ105    | ۱۱ دسامبر ۲۰۰۴  |
| ۱۵۷۴۶۷ | 2004 XR172    | ۱۰ دسامبر ۲۰۰۴  |
| ۱۵۷۴۶۸ | 2004 XS184    | ۱۰ دسامبر ۲۰۰۴  |
| ۱۵۷۴۶۹ | 2005 AP31     | ۱۱ ژانویه ۲۰۰۵  |
| ۱۵۷۴۷۰ | 2005 AG61     | ۱۵ ژانویه ۲۰۰۵  |
| ۱۵۷۴۷۱ | 2005 AX71     | ۱۵ ژانویه ۲۰۰۵  |
| ۱۵۷۴۷۲ | 2005 PM1      | ۱ اوت ۲۰۰۵      |
| ۱۵۷۴۷۳ | Emuno         | ۲۳ اوت ۲۰۰۵     |
| ۱۵۷۴۷۴ | 2005 QX18     | ۲۵ اوت ۲۰۰۵     |
| ۱۵۷۴۷۵ | 2005 QH24     | ۲۷ اوت ۲۰۰۵     |
| ۱۵۷۴۷۶ | 2005 QE37     | ۲۵ اوت ۲۰۰۵     |
| ۱۵۷۴۷۷ | 2005 QE51     | ۲۶ اوت ۲۰۰۵     |
| ۱۵۷۴۷۸ | 2005 QO59     | ۲۵ اوت ۲۰۰۵     |
| ۱۵۷۴۷۹ | 2005 QQ70     | ۲۹ اوت ۲۰۰۵     |
| ۱۵۷۴۸۰ | 2005 QD71     | ۲۹ اوت ۲۰۰۵     |
| ۱۵۷۴۸۱ | 2005 QS77     | ۲۵ اوت ۲۰۰۵     |
| ۱۵۷۴۸۲ | 2005 QS82     | ۲۹ اوت ۲۰۰۵     |
| ۱۵۷۴۸۳ | 2005 QB98     | ۲۷ اوت ۲۰۰۵     |
| ۱۵۷۴۸۴ | 2005 QC119    | ۲۸ اوت ۲۰۰۵     |
| ۱۵۷۴۸۵ | 2005 QN136    | ۲۸ اوت ۲۰۰۵     |
| ۱۵۷۴۸۶ | 2005 QB161    | ۲۸ اوت ۲۰۰۵     |
| ۱۵۷۴۸۷ | 2005 QG175    | ۳۱ اوت ۲۰۰۵     |
| ۱۵۷۴۸۸ | 2005 QL175    | ۳۱ اوت ۲۰۰۵     |
| ۱۵۷۴۸۹ | 2005 QW175    | ۳۱ اوت ۲۰۰۵     |
| ۱۵۷۴۹۰ | 2005 RR8      | ۸ سپتامبر ۲۰۰۵  |
| ۱۵۷۴۹۱ | Rudigerkollar | ۸ سپتامبر ۲۰۰۵  |
| ۱۵۷۴۹۲ | 2005 RY24     | ۶ سپتامبر ۲۰۰۵  |
| ۱۵۷۴۹۳ | 2005 RL26     | ۸ سپتامبر ۲۰۰۵  |
| ۱۵۷۴۹۴ | 2005 RK28     | ۱۱ سپتامبر ۲۰۰۵ |
| ۱۵۷۴۹۵ | 2005 SE3      | ۲۳ سپتامبر ۲۰۰۵ |
| ۱۵۷۴۹۶ | 2005 SH3      | ۲۳ سپتامبر ۲۰۰۵ |
| ۱۵۷۴۹۷ | 2005 SU9      | ۲۵ سپتامبر ۲۰۰۵ |
| ۱۵۷۴۹۸ | 2005 SL13     | ۲۴ سپتامبر ۲۰۰۵ |
| ۱۵۷۴۹۹ | 2005 SE20     | ۲۳ سپتامبر ۲۰۰۵ |
| ۱۵۷۵۰۰ | 2005 ST20     | ۲۵ سپتامبر ۲۰۰۵ |
| ۱۵۷۵۰۱ | 2005 SD24     | ۲۴ سپتامبر ۲۰۰۵ |
| ۱۵۷۵۰۲ | 2005 ST34     | ۲۳ سپتامبر ۲۰۰۵ |
| ۱۵۷۵۰۳ | 2005 SU36     | ۲۴ سپتامبر ۲۰۰۵ |
| ۱۵۷۵۰۴ | 2005 SB41     | ۲۴ سپتامبر ۲۰۰۵ |
| ۱۵۷۵۰۵ | 2005 ST50     | ۲۴ سپتامبر ۲۰۰۵ |
| ۱۵۷۵۰۶ | 2005 SD53     | ۲۵ سپتامبر ۲۰۰۵ |
| ۱۵۷۵۰۷ | 2005 SZ56     | ۲۶ سپتامبر ۲۰۰۵ |
| ۱۵۷۵۰۸ | 2005 SK73     | ۲۳ سپتامبر ۲۰۰۵ |
| ۱۵۷۵۰۹ | 2005 SM73     | ۲۳ سپتامبر ۲۰۰۵ |
| ۱۵۷۵۱۰ | 2005 SQ84     | ۲۴ سپتامبر ۲۰۰۵ |
| ۱۵۷۵۱۱ | 2005 SD85     | ۲۴ سپتامبر ۲۰۰۵ |
| ۱۵۷۵۱۲ | 2005 SX93     | ۲۴ سپتامبر ۲۰۰۵ |
| ۱۵۷۵۱۳ | 2005 SD105    | ۲۵ سپتامبر ۲۰۰۵ |
| ۱۵۷۵۱۴ | 2005 SM105    | ۲۵ سپتامبر ۲۰۰۵ |
| ۱۵۷۵۱۵ | 2005 ST105    | ۲۵ سپتامبر ۲۰۰۵ |
| ۱۵۷۵۱۶ | 2005 SL122    | ۲۹ سپتامبر ۲۰۰۵ |
| ۱۵۷۵۱۷ | 2005 SV141    | ۲۵ سپتامبر ۲۰۰۵ |
| ۱۵۷۵۱۸ | 2005 SJ148    | ۲۵ سپتامبر ۲۰۰۵ |
| ۱۵۷۵۱۹ | 2005 SF157    | ۲۶ سپتامبر ۲۰۰۵ |
| ۱۵۷۵۲۰ | 2005 SF159    | ۲۶ سپتامبر ۲۰۰۵ |
| ۱۵۷۵۲۱ | 2005 SK161    | ۲۷ سپتامبر ۲۰۰۵ |
| ۱۵۷۵۲۲ | 2005 SV173    | ۲۹ سپتامبر ۲۰۰۵ |
| ۱۵۷۵۲۳ | 2005 SC181    | ۲۹ سپتامبر ۲۰۰۵ |
| ۱۵۷۵۲۴ | 2005 SF190    | ۲۹ سپتامبر ۲۰۰۵ |
| ۱۵۷۵۲۵ | 2005 SM190    | ۲۹ سپتامبر ۲۰۰۵ |
| ۱۵۷۵۲۶ | 2005 SH215    | ۳۰ سپتامبر ۲۰۰۵ |
| ۱۵۷۵۲۷ | 2005 SU265    | ۲۸ سپتامبر ۲۰۰۵ |
| ۱۵۷۵۲۸ | 2005 SX270    | ۳۰ سپتامبر ۲۰۰۵ |
| ۱۵۷۵۲۹ | 2005 TP9      | ۱ اکتبر ۲۰۰۵    |
| ۱۵۷۵۳۰ | 2005 TX17     | ۱ اکتبر ۲۰۰۵    |
| ۱۵۷۵۳۱ | 2005 TK24     | ۱ اکتبر ۲۰۰۵    |
| ۱۵۷۵۳۲ | 2005 TT40     | ۱ اکتبر ۲۰۰۵    |
| ۱۵۷۵۳۳ | 2005 TL49     | ۱۰ اکتبر ۲۰۰۵   |
| ۱۵۷۵۳۴ | Siauliai      | ۸ اکتبر ۲۰۰۵    |
| ۱۵۷۵۳۵ | 2005 TF54     | ۱ اکتبر ۲۰۰۵    |
| ۱۵۷۵۳۶ | 2005 TT106    | ۴ اکتبر ۲۰۰۵    |
| ۱۵۷۵۳۷ | 2005 TO130    | ۷ اکتبر ۲۰۰۵    |
| ۱۵۷۵۳۸ | 2005 TB133    | ۷ اکتبر ۲۰۰۵    |
| ۱۵۷۵۳۹ | 2005 TD177    | ۱ اکتبر ۲۰۰۵    |
| ۱۵۷۵۴۰ | 2005 UO3      | ۲۵ اکتبر ۲۰۰۵   |
| ۱۵۷۵۴۱ | 2005 UN8      | ۲۷ اکتبر ۲۰۰۵   |
| ۱۵۷۵۴۲ | 2005 UF14     | ۲۲ اکتبر ۲۰۰۵   |
| ۱۵۷۵۴۳ | 2005 UJ16     | ۲۲ اکتبر ۲۰۰۵   |
| ۱۵۷۵۴۴ | 2005 UZ18     | ۲۲ اکتبر ۲۰۰۵   |
| ۱۵۷۵۴۵ | 2005 UC19     | ۲۲ اکتبر ۲۰۰۵   |
| ۱۵۷۵۴۶ | 2005 UT25     | ۲۳ اکتبر ۲۰۰۵   |
| ۱۵۷۵۴۷ | 2005 UV26     | ۲۳ اکتبر ۲۰۰۵   |
| ۱۵۷۵۴۸ | 2005 UE42     | ۲۱ اکتبر ۲۰۰۵   |
| ۱۵۷۵۴۹ | 2005 UH53     | ۲۳ اکتبر ۲۰۰۵   |
| ۱۵۷۵۵۰ | 2005 UM59     | ۲۵ اکتبر ۲۰۰۵   |
| ۱۵۷۵۵۱ | 2005 UZ66     | ۲۲ اکتبر ۲۰۰۵   |
| ۱۵۷۵۵۲ | 2005 UU69     | ۲۳ اکتبر ۲۰۰۵   |
| ۱۵۷۵۵۳ | 2005 UG73     | ۲۳ اکتبر ۲۰۰۵   |
| ۱۵۷۵۵۴ | 2005 UL79     | ۲۵ اکتبر ۲۰۰۵   |
| ۱۵۷۵۵۵ | 2005 UN81     | ۲۰ اکتبر ۲۰۰۵   |
| ۱۵۷۵۵۶ | 2005 UH87     | ۲۲ اکتبر ۲۰۰۵   |
| ۱۵۷۵۵۷ | 2005 UK104    | ۲۲ اکتبر ۲۰۰۵   |
| ۱۵۷۵۵۸ | 2005 UY105    | ۲۲ اکتبر ۲۰۰۵   |
| ۱۵۷۵۵۹ | 2005 UT110    | ۲۲ اکتبر ۲۰۰۵   |
| ۱۵۷۵۶۰ | 2005 UY113    | ۲۲ اکتبر ۲۰۰۵   |
| ۱۵۷۵۶۱ | 2005 UK118    | ۲۴ اکتبر ۲۰۰۵   |
| ۱۵۷۵۶۲ | 2005 UU120    | ۲۴ اکتبر ۲۰۰۵   |
| ۱۵۷۵۶۳ | 2005 UF132    | ۲۴ اکتبر ۲۰۰۵   |
| ۱۵۷۵۶۴ | 2005 UQ132    | ۲۴ اکتبر ۲۰۰۵   |
| ۱۵۷۵۶۵ | 2005 UA139    | ۲۵ اکتبر ۲۰۰۵   |
| ۱۵۷۵۶۶ | 2005 UL143    | ۲۵ اکتبر ۲۰۰۵   |
| ۱۵۷۵۶۷ | 2005 UM143    | ۲۵ اکتبر ۲۰۰۵   |
| ۱۵۷۵۶۸ | 2005 UF154    | ۲۶ اکتبر ۲۰۰۵   |
| ۱۵۷۵۶۹ | 2005 UC155    | ۲۶ اکتبر ۲۰۰۵   |
| ۱۵۷۵۷۰ | 2005 UP155    | ۲۶ اکتبر ۲۰۰۵   |
| ۱۵۷۵۷۱ | 2005 UX167    | ۲۴ اکتبر ۲۰۰۵   |
| ۱۵۷۵۷۲ | 2005 UV191    | ۲۷ اکتبر ۲۰۰۵   |
| ۱۵۷۵۷۳ | 2005 UL197    | ۲۴ اکتبر ۲۰۰۵   |
| ۱۵۷۵۷۴ | 2005 UH201    | ۲۵ اکتبر ۲۰۰۵   |
| ۱۵۷۵۷۵ | 2005 UM202    | ۲۵ اکتبر ۲۰۰۵   |
| ۱۵۷۵۷۶ | 2005 US230    | ۲۵ اکتبر ۲۰۰۵   |
| ۱۵۷۵۷۷ | 2005 UD233    | ۲۵ اکتبر ۲۰۰۵   |
| ۱۵۷۵۷۸ | 2005 UL254    | ۲۲ اکتبر ۲۰۰۵   |
| ۱۵۷۵۷۹ | 2005 UC275    | ۲۴ اکتبر ۲۰۰۵   |
| ۱۵۷۵۸۰ | 2005 UG296    | ۲۶ اکتبر ۲۰۰۵   |
| ۱۵۷۵۸۱ | 2005 UB331    | ۲۸ اکتبر ۲۰۰۵   |
| ۱۵۷۵۸۲ | 2005 UE373    | ۲۷ اکتبر ۲۰۰۵   |
| ۱۵۷۵۸۳ | 2005 UQ381    | ۳۰ اکتبر ۲۰۰۵   |
| ۱۵۷۵۸۴ | 2005 UC382    | ۲۶ اکتبر ۲۰۰۵   |
| ۱۵۷۵۸۵ | 2005 UZ396    | ۲۷ اکتبر ۲۰۰۵   |
| ۱۵۷۵۸۶ | 2005 UN432    | ۲۸ اکتبر ۲۰۰۵   |
| ۱۵۷۵۸۷ | 2005 UA441    | ۲۹ اکتبر ۲۰۰۵   |
| ۱۵۷۵۸۸ | 2005 UP442    | ۲۹ اکتبر ۲۰۰۵   |
| ۱۵۷۵۸۹ | 2005 UE444    | ۳۰ اکتبر ۲۰۰۵   |
| ۱۵۷۵۹۰ | 2005 UO445    | ۳۱ اکتبر ۲۰۰۵   |
| ۱۵۷۵۹۱ | 2005 UF449    | ۳۰ اکتبر ۲۰۰۵   |
| ۱۵۷۵۹۲ | 2005 UK456    | ۳۰ اکتبر ۲۰۰۵   |
| ۱۵۷۵۹۳ | 2005 UC511    | ۲۶ اکتبر ۲۰۰۵   |
| ۱۵۷۵۹۴ | 2005 VC3      | ۴ نوامبر ۲۰۰۵   |
| ۱۵۷۵۹۵ | 2005 VV19     | ۱ نوامبر ۲۰۰۵   |
| ۱۵۷۵۹۶ | 2005 VR26     | ۳ نوامبر ۲۰۰۵   |
| ۱۵۷۵۹۷ | 2005 VX52     | ۳ نوامبر ۲۰۰۵   |
| ۱۵۷۵۹۸ | 2005 VV67     | ۱ نوامبر ۲۰۰۵   |
| ۱۵۷۵۹۹ | 2005 VK93     | ۶ نوامبر ۲۰۰۵   |
| ۱۵۷۶۰۰ | 2005 VH96     | ۷ نوامبر ۲۰۰۵   |
| ۱۵۷۶۰۱ | 2005 WG3      | ۲۰ نوامبر ۲۰۰۵  |
| ۱۵۷۶۰۲ | 2005 WC6      | ۲۱ نوامبر ۲۰۰۵  |
| ۱۵۷۶۰۳ | 2005 WL13     | ۲۲ نوامبر ۲۰۰۵  |
| ۱۵۷۶۰۴ | 2005 WT21     | ۲۱ نوامبر ۲۰۰۵  |
| ۱۵۷۶۰۵ | 2005 WK22     | ۲۱ نوامبر ۲۰۰۵  |
| ۱۵۷۶۰۶ | 2005 WU26     | ۲۱ نوامبر ۲۰۰۵  |
| ۱۵۷۶۰۷ | 2005 WA28     | ۲۱ نوامبر ۲۰۰۵  |
| ۱۵۷۶۰۸ | 2005 WF34     | ۲۱ نوامبر ۲۰۰۵  |
| ۱۵۷۶۰۹ | 2005 WQ43     | ۲۱ نوامبر ۲۰۰۵  |
| ۱۵۷۶۱۰ | 2005 WW46     | ۲۵ نوامبر ۲۰۰۵  |
| ۱۵۷۶۱۱ | 2005 WF51     | ۲۵ نوامبر ۲۰۰۵  |
| ۱۵۷۶۱۲ | 2005 WU65     | ۲۱ نوامبر ۲۰۰۵  |
| ۱۵۷۶۱۳ | 2005 WG66     | ۲۲ نوامبر ۲۰۰۵  |
| ۱۵۷۶۱۴ | 2005 WJ73     | ۲۵ نوامبر ۲۰۰۵  |
| ۱۵۷۶۱۵ | 2005 WP73     | ۲۵ نوامبر ۲۰۰۵  |
| ۱۵۷۶۱۶ | 2005 WF74     | ۲۶ نوامبر ۲۰۰۵  |
| ۱۵۷۶۱۷ | 2005 WT79     | ۲۵ نوامبر ۲۰۰۵  |
| ۱۵۷۶۱۸ | 2005 WX80     | ۲۶ نوامبر ۲۰۰۵  |
| ۱۵۷۶۱۹ | 2005 WK89     | ۲۵ نوامبر ۲۰۰۵  |
| ۱۵۷۶۲۰ | 2005 WR89     | ۲۶ نوامبر ۲۰۰۵  |
| ۱۵۷۶۲۱ | 2005 WQ100    | ۲۹ نوامبر ۲۰۰۵  |
| ۱۵۷۶۲۲ | 2005 WB101    | ۲۹ نوامبر ۲۰۰۵  |
| ۱۵۷۶۲۳ | 2005 WG105    | ۲۹ نوامبر ۲۰۰۵  |
| ۱۵۷۶۲۴ | 2005 WB106    | ۲۹ نوامبر ۲۰۰۵  |
| ۱۵۷۶۲۵ | 2005 WQ121    | ۳۰ نوامبر ۲۰۰۵  |
| ۱۵۷۶۲۶ | 2005 WP143    | ۳۰ نوامبر ۲۰۰۵  |
| ۱۵۷۶۲۷ | 2005 WD149    | ۲۸ نوامبر ۲۰۰۵  |
| ۱۵۷۶۲۸ | 2005 WA152    | ۲۸ نوامبر ۲۰۰۵  |
| ۱۵۷۶۲۹ | 2005 WL153    | ۲۹ نوامبر ۲۰۰۵  |
| ۱۵۷۶۳۰ | 2005 WB158    | ۲۶ نوامبر ۲۰۰۵  |
| ۱۵۷۶۳۱ | 2005 WA159    | ۲۸ نوامبر ۲۰۰۵  |
| ۱۵۷۶۳۲ | 2005 WO162    | ۲۸ نوامبر ۲۰۰۵  |
| ۱۵۷۶۳۳ | 2005 WX178    | ۲۶ نوامبر ۲۰۰۵  |
| ۱۵۷۶۳۴ | 2005 WL196    | ۳۰ نوامبر ۲۰۰۵  |
| ۱۵۷۶۳۵ | 2005 WF198    | ۲۲ نوامبر ۲۰۰۵  |
| ۱۵۷۶۳۶ | 2005 WT202    | ۳۰ نوامبر ۲۰۰۵  |
| ۱۵۷۶۳۷ | 2005 XD41     | ۶ دسامبر ۲۰۰۵   |
| ۱۵۷۶۳۸ | 2005 XZ53     | ۴ دسامبر ۲۰۰۵   |
| ۱۵۷۶۳۹ | 2005 XY78     | ۴ دسامبر ۲۰۰۵   |
| ۱۵۷۶۴۰ | Baumeler      | ۱ دسامبر ۲۰۰۶   |
| ۱۵۷۶۴۱ | 2005 XX81     | ۸ دسامبر ۲۰۰۵   |
| ۱۵۷۶۴۲ | 2005 XU84     | ۱۰ دسامبر ۲۰۰۵  |
| ۱۵۷۶۴۳ | 2005 XU85     | ۲ دسامبر ۲۰۰۵   |
| ۱۵۷۶۴۴ | 2005 XK87     | ۷ دسامبر ۲۰۰۵   |
| ۱۵۷۶۴۵ | 2005 YA1      | ۲۱ دسامبر ۲۰۰۵  |
| ۱۵۷۶۴۶ | 2005 YO5      | ۲۱ دسامبر ۲۰۰۵  |
| ۱۵۷۶۴۷ | 2005 YX7      | ۲۲ دسامبر ۲۰۰۵  |
| ۱۵۷۶۴۸ | 2005 YC12     | ۲۱ دسامبر ۲۰۰۵  |
| ۱۵۷۶۴۹ | 2005 YK16     | ۲۲ دسامبر ۲۰۰۵  |
| ۱۵۷۶۵۰ | 2005 YB22     | ۲۴ دسامبر ۲۰۰۵  |
| ۱۵۷۶۵۱ | 2005 YV26     | ۲۱ دسامبر ۲۰۰۵  |
| ۱۵۷۶۵۲ | 2005 YM27     | ۲۲ دسامبر ۲۰۰۵  |
| ۱۵۷۶۵۳ | 2005 YU30     | ۲۲ دسامبر ۲۰۰۵  |
| ۱۵۷۶۵۴ | 2005 YT32     | ۲۲ دسامبر ۲۰۰۵  |
| ۱۵۷۶۵۵ | 2005 YW32     | ۲۲ دسامبر ۲۰۰۵  |
| ۱۵۷۶۵۶ | 2005 YF33     | ۲۴ دسامبر ۲۰۰۵  |
| ۱۵۷۶۵۷ | 2005 YL35     | ۲۵ دسامبر ۲۰۰۵  |
| ۱۵۷۶۵۸ | 2005 YB38     | ۲۱ دسامبر ۲۰۰۵  |
| ۱۵۷۶۵۹ | 2005 YB42     | ۲۲ دسامبر ۲۰۰۵  |
| ۱۵۷۶۶۰ | 2005 YD45     | ۲۵ دسامبر ۲۰۰۵  |
| ۱۵۷۶۶۱ | 2005 YV50     | ۲۵ دسامبر ۲۰۰۵  |
| ۱۵۷۶۶۲ | 2005 YY50     | ۲۵ دسامبر ۲۰۰۵  |
| ۱۵۷۶۶۳ | 2005 YB53     | ۲۲ دسامبر ۲۰۰۵  |
| ۱۵۷۶۶۴ | 2005 YY53     | ۲۴ دسامبر ۲۰۰۵  |
| ۱۵۷۶۶۵ | 2005 YM58     | ۲۴ دسامبر ۲۰۰۵  |
| ۱۵۷۶۶۶ | 2005 YW59     | ۲۲ دسامبر ۲۰۰۵  |
| ۱۵۷۶۶۷ | 2005 YZ61     | ۲۴ دسامبر ۲۰۰۵  |
| ۱۵۷۶۶۸ | 2005 YY72     | ۲۴ دسامبر ۲۰۰۵  |
| ۱۵۷۶۶۹ | 2005 YM77     | ۲۴ دسامبر ۲۰۰۵  |
| ۱۵۷۶۷۰ | 2005 YP92     | ۲۷ دسامبر ۲۰۰۵  |
| ۱۵۷۶۷۱ | 2005 YY92     | ۲۷ دسامبر ۲۰۰۵  |
| ۱۵۷۶۷۲ | 2005 YQ98     | ۲۶ دسامبر ۲۰۰۵  |
| ۱۵۷۶۷۳ | 2005 YR98     | ۲۶ دسامبر ۲۰۰۵  |
| ۱۵۷۶۷۴ | 2005 YC122    | ۲۸ دسامبر ۲۰۰۵  |
| ۱۵۷۶۷۵ | 2005 YH124    | ۲۶ دسامبر ۲۰۰۵  |
| ۱۵۷۶۷۶ | 2005 YJ128    | ۲۸ دسامبر ۲۰۰۵  |
| ۱۵۷۶۷۷ | 2005 YG131    | ۲۵ دسامبر ۲۰۰۵  |
| ۱۵۷۶۷۸ | 2005 YD133    | ۲۶ دسامبر ۲۰۰۵  |
| ۱۵۷۶۷۹ | 2005 YY136    | ۲۶ دسامبر ۲۰۰۵  |
| ۱۵۷۶۸۰ | 2005 YP137    | ۲۶ دسامبر ۲۰۰۵  |
| ۱۵۷۶۸۱ | 2005 YX171    | ۲۲ دسامبر ۲۰۰۵  |
| ۱۵۷۶۸۲ | 2005 YH172    | ۲۲ دسامبر ۲۰۰۵  |
| ۱۵۷۶۸۳ | 2005 YX178    | ۲۵ دسامبر ۲۰۰۵  |
| ۱۵۷۶۸۴ | 2005 YD181    | ۲۲ دسامبر ۲۰۰۵  |
| ۱۵۷۶۸۵ | 2005 YB191    | ۳۰ دسامبر ۲۰۰۵  |
| ۱۵۷۶۸۶ | 2005 YM205    | ۲۶ دسامبر ۲۰۰۵  |
| ۱۵۷۶۸۷ | 2005 YD209    | ۲۲ دسامبر ۲۰۰۵  |
| ۱۵۷۶۸۸ | 2005 YX210    | ۲۴ دسامبر ۲۰۰۵  |
| ۱۵۷۶۸۹ | 2005 YM256    | ۳۰ دسامبر ۲۰۰۵  |
| ۱۵۷۶۹۰ | 2005 YR258    | ۲۴ دسامبر ۲۰۰۵  |
| ۱۵۷۶۹۱ | 2005 YG263    | ۲۵ دسامبر ۲۰۰۵  |
| ۱۵۷۶۹۲ | 2005 YJ278    | ۲۵ دسامبر ۲۰۰۵  |
| ۱۵۷۶۹۲ | 2006 AB       | ۲ ژانویه ۲۰۰۶   |
| ۱۵۷۶۹۴ | 2006 AY2      | ۵ ژانویه ۲۰۰۶   |
| ۱۵۷۶۹۵ | 2006 AY5      | ۲ ژانویه ۲۰۰۶   |
| ۱۵۷۶۹۶ | 2006 AV6      | ۵ ژانویه ۲۰۰۶   |
| ۱۵۷۶۹۷ | 2006 AA7      | ۵ ژانویه ۲۰۰۶   |
| ۱۵۷۶۹۸ | 2006 AG14     | ۵ ژانویه ۲۰۰۶   |
| ۱۵۷۶۹۹ | 2006 AJ17     | ۵ ژانویه ۲۰۰۶   |
| ۱۵۷۷۰۰ | 2006 AF18     | ۵ ژانویه ۲۰۰۶   |
| ۱۵۷۷۰۱ | 2006 AD21     | ۵ ژانویه ۲۰۰۶   |
| ۱۵۷۷۰۲ | 2006 AZ21     | ۵ ژانویه ۲۰۰۶   |
| ۱۵۷۷۰۳ | 2006 AW27     | ۵ ژانویه ۲۰۰۶   |
| ۱۵۷۷۰۴ | 2006 AL29     | ۲ ژانویه ۲۰۰۶   |
| ۱۵۷۷۰۵ | 2006 AS35     | ۴ ژانویه ۲۰۰۶   |
| ۱۵۷۷۰۶ | 2006 AD51     | ۵ ژانویه ۲۰۰۶   |
| ۱۵۷۷۰۷ | 2006 AM51     | ۵ ژانویه ۲۰۰۶   |
| ۱۵۷۷۰۸ | 2006 AO56     | ۷ ژانویه ۲۰۰۶   |
| ۱۵۷۷۰۹ | 2006 AA57     | ۷ ژانویه ۲۰۰۶   |
| ۱۵۷۷۱۰ | 2006 AR68     | ۵ ژانویه ۲۰۰۶   |
| ۱۵۷۷۱۱ | 2006 AU68     | ۵ ژانویه ۲۰۰۶   |
| ۱۵۷۷۱۲ | 2006 AX70     | ۶ ژانویه ۲۰۰۶   |
| ۱۵۷۷۱۳ | 2006 AO71     | ۶ ژانویه ۲۰۰۶   |
| ۱۵۷۷۱۴ | 2006 AO74     | ۶ ژانویه ۲۰۰۶   |
| ۱۵۷۷۱۵ | 2006 AW79     | ۶ ژانویه ۲۰۰۶   |
| ۱۵۷۷۱۶ | 2006 AK81     | ۵ ژانویه ۲۰۰۶   |
| ۱۵۷۷۱۷ | 2006 AV83     | ۵ ژانویه ۲۰۰۶   |
| ۱۵۷۷۱۸ | 2006 AF97     | ۵ ژانویه ۲۰۰۶   |
| ۱۵۷۷۱۹ | 2006 BY16     | ۲۲ ژانویه ۲۰۰۶  |
| ۱۵۷۷۲۰ | 2006 BD20     | ۲۲ ژانویه ۲۰۰۶  |
| ۱۵۷۷۲۱ | 2006 BS26     | ۲۴ ژانویه ۲۰۰۶  |
| ۱۵۷۷۲۲ | 2006 BR30     | ۲۰ ژانویه ۲۰۰۶  |
| ۱۵۷۷۲۳ | 2006 BA31     | ۲۰ ژانویه ۲۰۰۶  |
| ۱۵۷۷۲۴ | 2006 BK48     | ۲۵ ژانویه ۲۰۰۶  |
| ۱۵۷۷۲۵ | 2006 BL50     | ۲۵ ژانویه ۲۰۰۶  |
| ۱۵۷۷۲۶ | 2006 BH51     | ۲۵ ژانویه ۲۰۰۶  |
| ۱۵۷۷۲۷ | 2006 BZ63     | ۲۲ ژانویه ۲۰۰۶  |
| ۱۵۷۷۲۸ | 2006 BX77     | ۲۳ ژانویه ۲۰۰۶  |
| ۱۵۷۷۲۹ | 2006 BV85     | ۲۵ ژانویه ۲۰۰۶  |
| ۱۵۷۷۳۰ | 2006 BS88     | ۲۵ ژانویه ۲۰۰۶  |
| ۱۵۷۷۳۱ | 2006 BW105    | ۲۵ ژانویه ۲۰۰۶  |
| ۱۵۷۷۳۲ | 2006 BB138    | ۲۸ ژانویه ۲۰۰۶  |
| ۱۵۷۷۳۳ | 2006 BJ148    | ۱۹ ژانویه ۲۰۰۶  |
| ۱۵۷۷۳۴ | 2006 BQ149    | ۲۴ ژانویه ۲۰۰۶  |
| ۱۵۷۷۳۵ | 2006 BP151    | ۲۵ ژانویه ۲۰۰۶  |
| ۱۵۷۷۳۶ | 2006 BB155    | ۲۵ ژانویه ۲۰۰۶  |
| ۱۵۷۷۳۷ | 2006 BX161    | ۲۶ ژانویه ۲۰۰۶  |
| ۱۵۷۷۳۸ | 2006 BJ183    | ۲۷ ژانویه ۲۰۰۶  |
| ۱۵۷۷۳۹ | 2006 BG189    | ۲۸ ژانویه ۲۰۰۶  |
| ۱۵۷۷۴۰ | 2006 BP199    | ۳۰ ژانویه ۲۰۰۶  |
| ۱۵۷۷۴۱ | 2006 BE202    | ۳۱ ژانویه ۲۰۰۶  |
| ۱۵۷۷۴۲ | 2006 BX214    | ۲۴ ژانویه ۲۰۰۶  |
| ۱۵۷۷۴۳ | 2006 BW219    | ۳۰ ژانویه ۲۰۰۶  |
| ۱۵۷۷۴۴ | 2006 BX237    | ۳۱ ژانویه ۲۰۰۶  |
| ۱۵۷۷۴۵ | 2006 BF249    | ۳۱ ژانویه ۲۰۰۶  |
| ۱۵۷۷۴۶ | 2006 BX270    | ۲۶ ژانویه ۲۰۰۶  |
| ۱۵۷۷۴۷ | Mandryka      | ۲ فوریه ۲۰۰۶    |
| ۱۵۷۷۴۸ | 2006 CP18     | ۱ فوریه ۲۰۰۶    |
| ۱۵۷۷۴۹ | 2006 CC31     | ۲ فوریه ۲۰۰۶    |
| ۱۵۷۷۵۰ | 2006 CF44     | ۳ فوریه ۲۰۰۶    |
| ۱۵۷۷۵۱ | 2006 CE51     | ۴ فوریه ۲۰۰۶    |
| ۱۵۷۷۵۲ | 2006 CS53     | ۴ فوریه ۲۰۰۶    |
| ۱۵۷۷۵۳ | 2006 DG3      | ۲۰ فوریه ۲۰۰۶   |
| ۱۵۷۷۵۴ | 2006 DP51     | ۲۴ فوریه ۲۰۰۶   |
| ۱۵۷۷۵۵ | 2006 DC100    | ۲۵ فوریه ۲۰۰۶   |
| ۱۵۷۷۵۶ | 2006 EE25     | ۳ مارس ۲۰۰۶     |
| ۱۵۷۷۵۷ | 2006 EF47     | ۴ مارس ۲۰۰۶     |
| ۱۵۷۷۵۸ | 2007 AU25     | ۱۵ ژانویه ۲۰۰۷  |
| ۱۵۷۷۵۹ | 2007 DO20     | ۱۷ فوریه ۲۰۰۷   |
| ۱۵۷۷۶۰ | 2007 DD35     | ۱۷ فوریه ۲۰۰۷   |
| ۱۵۷۷۶۱ | 2007 DA37     | ۱۷ فوریه ۲۰۰۷   |
| ۱۵۷۷۶۲ | 2007 DD37     | ۱۷ فوریه ۲۰۰۷   |
| ۱۵۷۷۶۳ | 2007 DU37     | ۱۷ فوریه ۲۰۰۷   |
| ۱۵۷۷۶۴ | 2007 DV47     | ۲۱ فوریه ۲۰۰۷   |
| ۱۵۷۷۶۵ | 2007 DM58     | ۲۱ فوریه ۲۰۰۷   |
| ۱۵۷۷۶۶ | 2007 DF97     | ۲۳ فوریه ۲۰۰۷   |
| ۱۵۷۷۶۷ | 2007 DG99     | ۲۵ فوریه ۲۰۰۷   |
| ۱۵۷۷۶۸ | 2007 DQ101    | ۲۳ فوریه ۲۰۰۷   |
| ۱۵۷۷۶۹ | 2007 EB43     | ۹ مارس ۲۰۰۷     |
| ۱۵۷۷۷۰ | 2007 EO57     | ۹ مارس ۲۰۰۷     |
| ۱۵۷۷۷۱ | 2007 EV127    | ۹ مارس ۲۰۰۷     |
| ۱۵۷۷۷۲ | 2007 EK130    | ۹ مارس ۲۰۰۷     |
| ۱۵۷۷۷۳ | 2007 EW135    | ۱۰ مارس ۲۰۰۷    |
| ۱۵۷۷۷۳ | 2007 FF       | ۱۶ مارس ۲۰۰۷    |
| ۱۵۷۷۷۵ | 2007 FZ1      | ۱۶ مارس ۲۰۰۷    |
| ۱۵۷۷۷۵ | 2770 P-L      | ۲۴ سپتامبر ۱۹۶۰ |
| ۱۵۷۷۷۵ | 6239 P-L      | ۲۴ سپتامبر ۱۹۶۰ |
| ۱۵۷۷۷۵ | 6812 P-L      | ۲۴ سپتامبر ۱۹۶۰ |
| ۱۵۷۷۷۵ | 7582 P-L      | ۱۷ اکتبر ۱۹۶۰   |
| ۱۵۷۷۷۵ | 7620 P-L      | ۱۷ اکتبر ۱۹۶۰   |
| ۱۵۷۷۸۱ | 3077 T-2      | ۳۰ سپتامبر ۱۹۷۳ |
| ۱۵۷۷۸۲ | 3296 T-2      | ۳۰ سپتامبر ۱۹۷۳ |
| ۱۵۷۷۸۳ | 2124 T-3      | ۱۶ اکتبر ۱۹۷۷   |
| ۱۵۷۷۸۴ | 3458 T-3      | ۱۶ اکتبر ۱۹۷۷   |
| ۱۵۷۷۸۵ | 4233 T-3      | ۱۶ اکتبر ۱۹۷۷   |
| ۱۵۷۷۸۶ | 4345 T-3      | ۱۶ اکتبر ۱۹۷۷   |
| ۱۵۷۷۸۷ | 4443 T-3      | ۱۶ اکتبر ۱۹۷۷   |
| ۱۵۷۷۸۸ | 5020 T-3      | ۱۶ اکتبر ۱۹۷۷   |
| ۱۵۷۷۸۹ | 1991 RK28     | ۸ سپتامبر ۱۹۹۱  |
| ۱۵۷۷۹۰ | 1991 VP8      | ۴ نوامبر ۱۹۹۱   |
| ۱۵۷۷۹۱ | 1992 SK3      | ۲۴ سپتامبر ۱۹۹۲ |
| ۱۵۷۷۹۲ | 1993 FT10     | ۱۹ مارس ۱۹۹۳    |
| ۱۵۷۷۹۳ | 1994 EZ5      | ۹ مارس ۱۹۹۴     |
| ۱۵۷۷۹۴ | 1994 PP14     | ۱۰ اوت ۱۹۹۴     |
| ۱۵۷۷۹۵ | 1995 CE3      | ۱ فوریه ۱۹۹۵    |
| ۱۵۷۷۹۶ | 1995 FW4      | ۲۳ مارس ۱۹۹۵    |
| ۱۵۷۷۹۷ | 1995 ON12     | ۳۰ ژوئیه ۱۹۹۵   |
| ۱۵۷۷۹۸ | 1995 OZ12     | ۲۲ ژوئیه ۱۹۹۵   |
| ۱۵۷۷۹۹ | 1995 SE13     | ۱۸ سپتامبر ۱۹۹۵ |
| ۱۵۷۸۰۰ | 1995 SS18     | ۱۸ سپتامبر ۱۹۹۵ |
| ۱۵۷۸۰۱ | 1995 ST30     | ۲۰ سپتامبر ۱۹۹۵ |
| ۱۵۷۸۰۲ | 1995 SV40     | ۲۵ سپتامبر ۱۹۹۵ |
| ۱۵۷۸۰۳ | 1995 SZ56     | ۱۷ سپتامبر ۱۹۹۵ |
| ۱۵۷۸۰۴ | 1995 SF87     | ۲۵ سپتامبر ۱۹۹۵ |
| ۱۵۷۸۰۵ | 1995 TA5      | ۱۵ اکتبر ۱۹۹۵   |
| ۱۵۷۸۰۶ | 1995 UY13     | ۱۷ اکتبر ۱۹۹۵   |
| ۱۵۷۸۰۷ | 1995 UY14     | ۱۷ اکتبر ۱۹۹۵   |
| ۱۵۷۸۰۸ | 1995 UP43     | ۲۵ اکتبر ۱۹۹۵   |
| ۱۵۷۸۰۹ | 1995 UK50     | ۱۷ اکتبر ۱۹۹۵   |
| ۱۵۷۸۱۰ | 1995 UD56     | ۲۳ اکتبر ۱۹۹۵   |
| ۱۵۷۸۱۱ | 1995 UU56     | ۲۵ اکتبر ۱۹۹۵   |
| ۱۵۷۸۱۲ | 1995 US60     | ۲۴ اکتبر ۱۹۹۵   |
| ۱۵۷۸۱۳ | 1995 WN1      | ۱۶ نوامبر ۱۹۹۵  |
| ۱۵۷۸۱۴ | 1995 WU28     | ۱۹ نوامبر ۱۹۹۵  |
| ۱۵۷۸۱۵ | 1996 FD7      | ۱۸ مارس ۱۹۹۶    |
| ۱۵۷۸۱۶ | 1996 GM7      | ۱۲ آوریل ۱۹۹۶   |
| ۱۵۷۸۱۷ | 1996 GR8      | ۱۳ آوریل ۱۹۹۶   |
| ۱۵۷۸۱۸ | 1996 GU9      | ۱۳ آوریل ۱۹۹۶   |
| ۱۵۷۸۱۹ | 1996 JV6      | ۱۱ مه ۱۹۹۶      |
| ۱۵۷۸۲۰ | 1996 TE21     | ۵ اکتبر ۱۹۹۶    |
| ۱۵۷۸۲۱ | 1996 TA24     | ۶ اکتبر ۱۹۹۶    |
| ۱۵۷۸۲۲ | 1996 TL28     | ۷ اکتبر ۱۹۹۶    |
| ۱۵۷۸۲۳ | 1996 XJ18     | ۷ دسامبر ۱۹۹۶   |
| ۱۵۷۸۲۴ | 1997 CP2      | ۲ فوریه ۱۹۹۷    |
| ۱۵۷۸۲۵ | 1997 RE8      | ۱۲ سپتامبر ۱۹۹۷ |
| ۱۵۷۸۲۶ | 1997 SB23     | ۲۹ سپتامبر ۱۹۹۷ |
| ۱۵۷۸۲۷ | 1997 TV18     | ۷ اکتبر ۱۹۹۷    |
| ۱۵۷۸۲۸ | 1997 WJ15     | ۲۳ نوامبر ۱۹۹۷  |
| ۱۵۷۸۲۹ | 1997 WC36     | ۲۹ نوامبر ۱۹۹۷  |
| ۱۵۷۸۲۹ | 1997 YE       | ۱۸ دسامبر ۱۹۹۷  |
| ۱۵۷۸۳۱ | 1998 BR10     | ۲۵ ژانویه ۱۹۹۸  |
| ۱۵۷۸۳۲ | 1998 BO28     | ۲۴ ژانویه ۱۹۹۸  |
| ۱۵۷۸۳۳ | 1998 FK8      | ۲۰ مارس ۱۹۹۸    |
| ۱۵۷۸۳۴ | 1998 FV39     | ۲۰ مارس ۱۹۹۸    |
| ۱۵۷۸۳۵ | 1998 FS71     | ۲۰ مارس ۱۹۹۸    |
| ۱۵۷۸۳۶ | 1998 FG102    | ۳۱ مارس ۱۹۹۸    |
| ۱۵۷۸۳۷ | 1998 FC125    | ۲۴ مارس ۱۹۹۸    |
| ۱۵۷۸۳۸ | 1998 FG139    | ۲۸ مارس ۱۹۹۸    |
| ۱۵۷۸۳۹ | 1998 GN8      | ۲ آوریل ۱۹۹۸    |
| ۱۵۷۸۴۰ | 1998 HS9      | ۱۸ آوریل ۱۹۹۸   |
| ۱۵۷۸۴۱ | 1998 HY53     | ۲۱ آوریل ۱۹۹۸   |
| ۱۵۷۸۴۲ | 1998 MP1      | ۱۶ ژوئن ۱۹۹۸    |
| ۱۵۷۸۴۳ | 1998 QS29     | ۲۳ اوت ۱۹۹۸     |
| ۱۵۷۸۴۴ | 1998 QN84     | ۲۴ اوت ۱۹۹۸     |
| ۱۵۷۸۴۵ | 1998 RT17     | ۱۴ سپتامبر ۱۹۹۸ |
| ۱۵۷۸۴۶ | 1998 RT22     | ۱۴ سپتامبر ۱۹۹۸ |
| ۱۵۷۸۴۷ | 1998 RM46     | ۱۴ سپتامبر ۱۹۹۸ |
| ۱۵۷۸۴۸ | 1998 RA67     | ۱۴ سپتامبر ۱۹۹۸ |
| ۱۵۷۸۴۹ | 1998 SH96     | ۲۶ سپتامبر ۱۹۹۸ |
| ۱۵۷۸۵۰ | 1998 SH101    | ۲۶ سپتامبر ۱۹۹۸ |
| ۱۵۷۸۵۱ | 1998 SX151    | ۲۶ سپتامبر ۱۹۹۸ |
| ۱۵۷۸۵۲ | 1998 TH6      | ۱۳ اکتبر ۱۹۹۸   |
| ۱۵۷۸۵۳ | 1998 TL13     | ۱۳ اکتبر ۱۹۹۸   |
| ۱۵۷۸۵۴ | 1998 TN15     | ۱۴ اکتبر ۱۹۹۸   |
| ۱۵۷۸۵۵ | 1998 TU22     | ۱۳ اکتبر ۱۹۹۸   |
| ۱۵۷۸۵۶ | 1998 TK23     | ۱۴ اکتبر ۱۹۹۸   |
| ۱۵۷۸۵۷ | 1998 UR1      | ۱۷ اکتبر ۱۹۹۸   |
| ۱۵۷۸۵۸ | 1998 UO37     | ۲۸ اکتبر ۱۹۹۸   |
| ۱۵۷۸۵۹ | 1998 UM49     | ۲۷ اکتبر ۱۹۹۸   |
| ۱۵۷۸۶۰ | 1998 VV25     | ۱۰ نوامبر ۱۹۹۸  |
| ۱۵۷۸۶۱ | 1998 VK48     | ۱۵ نوامبر ۱۹۹۸  |
| ۱۵۷۸۶۲ | 1998 WW11     | ۲۱ نوامبر ۱۹۹۸  |
| ۱۵۷۸۶۳ | 1998 WG26     | ۱۶ نوامبر ۱۹۹۸  |
| ۱۵۷۸۶۴ | 1998 WL39     | ۲۱ نوامبر ۱۹۹۸  |
| ۱۵۷۸۶۵ | 1998 WT39     | ۲۲ نوامبر ۱۹۹۸  |
| ۱۵۷۸۶۶ | 1998 YY4      | ۱۷ دسامبر ۱۹۹۸  |
| ۱۵۷۸۶۷ | 1999 CK23     | ۱۰ فوریه ۱۹۹۹   |
| ۱۵۷۸۶۸ | 1999 CO89     | ۱۰ فوریه ۱۹۹۹   |
| ۱۵۷۸۶۹ | 1999 EQ8      | ۱۴ مارس ۱۹۹۹    |
| ۱۵۷۸۷۰ | 1999 EB11     | ۱۴ مارس ۱۹۹۹    |
| ۱۵۷۸۷۱ | 1999 ES11     | ۱۲ مارس ۱۹۹۹    |
| ۱۵۷۸۷۲ | 1999 GJ6      | ۱۴ آوریل ۱۹۹۹   |
| ۱۵۷۸۷۳ | 1999 JW7      | ۱۴ مه ۱۹۹۹      |
| ۱۵۷۸۷۴ | 1999 JM15     | ۱۵ مه ۱۹۹۹      |
| ۱۵۷۸۷۵ | 1999 JF49     | ۱۰ مه ۱۹۹۹      |
| ۱۵۷۸۷۶ | 1999 JN73     | ۱۲ مه ۱۹۹۹      |
| ۱۵۷۸۷۷ | 1999 JY112    | ۱۳ مه ۱۹۹۹      |
| ۱۵۷۸۷۸ | 1999 KJ2      | ۱۶ مه ۱۹۹۹      |
| ۱۵۷۸۷۹ | 1999 NR53     | ۱۲ ژوئیه ۱۹۹۹   |
| ۱۵۷۸۸۰ | 1999 NO60     | ۱۳ ژوئیه ۱۹۹۹   |
| ۱۵۷۸۸۰ | 1999 RZ       | ۴ سپتامبر ۱۹۹۹  |
| ۱۵۷۸۸۲ | 1999 RV1      | ۵ سپتامبر ۱۹۹۹  |
| ۱۵۷۸۸۳ | 1999 RF38     | ۱۳ سپتامبر ۱۹۹۹ |
| ۱۵۷۸۸۴ | 1999 RV44     | ۱۴ سپتامبر ۱۹۹۹ |
| ۱۵۷۸۸۵ | 1999 RD78     | ۷ سپتامبر ۱۹۹۹  |
| ۱۵۷۸۸۶ | 1999 RG85     | ۷ سپتامبر ۱۹۹۹  |
| ۱۵۷۸۸۷ | 1999 RS178    | ۹ سپتامبر ۱۹۹۹  |
| ۱۵۷۸۸۸ | 1999 RE188    | ۹ سپتامبر ۱۹۹۹  |
| ۱۵۷۸۸۹ | 1999 RO195    | ۸ سپتامبر ۱۹۹۹  |
| ۱۵۷۸۹۰ | 1999 RV200    | ۸ سپتامبر ۱۹۹۹  |
| ۱۵۷۸۹۱ | 1999 RA228    | ۸ سپتامبر ۱۹۹۹  |
| ۱۵۷۸۹۲ | 1999 RG248    | ۷ سپتامبر ۱۹۹۹  |
| ۱۵۷۸۹۳ | 1999 SU22     | ۳۰ سپتامبر ۱۹۹۹ |
| ۱۵۷۸۹۴ | 1999 TK16     | ۱۴ اکتبر ۱۹۹۹   |
| ۱۵۷۸۹۵ | 1999 TH23     | ۳ اکتبر ۱۹۹۹    |
| ۱۵۷۸۹۶ | 1999 TA43     | ۳ اکتبر ۱۹۹۹    |
| ۱۵۷۸۹۷ | 1999 TV76     | ۱۰ اکتبر ۱۹۹۹   |
| ۱۵۷۸۹۸ | 1999 TZ96     | ۲ اکتبر ۱۹۹۹    |
| ۱۵۷۸۹۹ | 1999 TU106    | ۴ اکتبر ۱۹۹۹    |
| ۱۵۷۹۰۰ | 1999 TW108    | ۴ اکتبر ۱۹۹۹    |
| ۱۵۷۹۰۱ | 1999 TC116    | ۴ اکتبر ۱۹۹۹    |
| ۱۵۷۹۰۲ | 1999 TL117    | ۴ اکتبر ۱۹۹۹    |
| ۱۵۷۹۰۳ | 1999 TQ136    | ۶ اکتبر ۱۹۹۹    |
| ۱۵۷۹۰۴ | 1999 TM137    | ۶ اکتبر ۱۹۹۹    |
| ۱۵۷۹۰۵ | 1999 TN140    | ۶ اکتبر ۱۹۹۹    |
| ۱۵۷۹۰۶ | 1999 TZ147    | ۷ اکتبر ۱۹۹۹    |
| ۱۵۷۹۰۷ | 1999 TY154    | ۷ اکتبر ۱۹۹۹    |
| ۱۵۷۹۰۸ | 1999 TO156    | ۸ اکتبر ۱۹۹۹    |
| ۱۵۷۹۰۹ | 1999 TA183    | ۱۱ اکتبر ۱۹۹۹   |
| ۱۵۷۹۱۰ | 1999 TU204    | ۱۳ اکتبر ۱۹۹۹   |
| ۱۵۷۹۱۱ | 1999 TU236    | ۳ اکتبر ۱۹۹۹    |
| ۱۵۷۹۱۲ | 1999 TG255    | ۹ اکتبر ۱۹۹۹    |
| ۱۵۷۹۱۳ | 1999 TY267    | ۳ اکتبر ۱۹۹۹    |
| ۱۵۷۹۱۴ | 1999 TR291    | ۱۰ اکتبر ۱۹۹۹   |
| ۱۵۷۹۱۵ | 1999 TF306    | ۶ اکتبر ۱۹۹۹    |
| ۱۵۷۹۱۶ | 1999 TE311    | ۶ اکتبر ۱۹۹۹    |
| ۱۵۷۹۱۷ | 1999 UF8      | ۲۹ اکتبر ۱۹۹۹   |
| ۱۵۷۹۱۸ | 1999 UZ21     | ۳۱ اکتبر ۱۹۹۹   |
| ۱۵۷۹۱۹ | 1999 UZ38     | ۲۹ اکتبر ۱۹۹۹   |
| ۱۵۷۹۲۰ | 1999 VJ32     | ۳ نوامبر ۱۹۹۹   |
| ۱۵۷۹۲۱ | 1999 VV35     | ۳ نوامبر ۱۹۹۹   |
| ۱۵۷۹۲۲ | 1999 VS54     | ۴ نوامبر ۱۹۹۹   |
| ۱۵۷۹۲۳ | 1999 VX78     | ۴ نوامبر ۱۹۹۹   |
| ۱۵۷۹۲۴ | 1999 VO84     | ۶ نوامبر ۱۹۹۹   |
| ۱۵۷۹۲۵ | 1999 VO88     | ۴ نوامبر ۱۹۹۹   |
| ۱۵۷۹۲۶ | 1999 VB100    | ۹ نوامبر ۱۹۹۹   |
| ۱۵۷۹۲۷ | 1999 VA111    | ۹ نوامبر ۱۹۹۹   |
| ۱۵۷۹۲۸ | 1999 VR123    | ۵ نوامبر ۱۹۹۹   |
| ۱۵۷۹۲۹ | 1999 VF139    | ۹ نوامبر ۱۹۹۹   |
| ۱۵۷۹۳۰ | 1999 VX141    | ۱۰ نوامبر ۱۹۹۹  |
| ۱۵۷۹۳۱ | 1999 VC149    | ۱۴ نوامبر ۱۹۹۹  |
| ۱۵۷۹۳۲ | 1999 VO154    | ۱۲ نوامبر ۱۹۹۹  |
| ۱۵۷۹۳۳ | 1999 VS189    | ۱۵ نوامبر ۱۹۹۹  |
| ۱۵۷۹۳۴ | 1999 VM197    | ۳ نوامبر ۱۹۹۹   |
| ۱۵۷۹۳۵ | 1999 VA209    | ۱۲ نوامبر ۱۹۹۹  |
| ۱۵۷۹۳۶ | 1999 WO15     | ۲۹ نوامبر ۱۹۹۹  |
| ۱۵۷۹۳۷ | 1999 WT25     | ۲۹ نوامبر ۱۹۹۹  |
| ۱۵۷۹۳۸ | 1999 XB57     | ۷ دسامبر ۱۹۹۹   |
| ۱۵۷۹۳۹ | 1999 XJ153    | ۷ دسامبر ۱۹۹۹   |
| ۱۵۷۹۴۰ | 1999 XU240    | ۷ دسامبر ۱۹۹۹   |
| ۱۵۷۹۴۱ | 1999 XT250    | ۵ دسامبر ۱۹۹۹   |
| ۱۵۷۹۴۲ | 1999 YN10     | ۲۷ دسامبر ۱۹۹۹  |
| ۱۵۷۹۴۳ | 2000 AH27     | ۳ ژانویه ۲۰۰۰   |
| ۱۵۷۹۴۴ | 2000 AV30     | ۳ ژانویه ۲۰۰۰   |
| ۱۵۷۹۴۵ | 2000 AV49     | ۶ ژانویه ۲۰۰۰   |
| ۱۵۷۹۴۶ | 2000 AL79     | ۵ ژانویه ۲۰۰۰   |
| ۱۵۷۹۴۷ | 2000 AB158    | ۳ ژانویه ۲۰۰۰   |
| ۱۵۷۹۴۸ | 2000 AW208    | ۴ ژانویه ۲۰۰۰   |
| ۱۵۷۹۴۹ | 2000 BE33     | ۲۹ ژانویه ۲۰۰۰  |
| ۱۵۷۹۵۰ | 2000 CN40     | ۳ فوریه ۲۰۰۰    |
| ۱۵۷۹۵۱ | 2000 CB72     | ۷ فوریه ۲۰۰۰    |
| ۱۵۷۹۵۲ | 2000 CX111    | ۷ فوریه ۲۰۰۰    |
| ۱۵۷۹۵۳ | 2000 CF136    | ۳ فوریه ۲۰۰۰    |
| ۱۵۷۹۵۴ | 2000 DX1      | ۲۶ فوریه ۲۰۰۰   |
| ۱۵۷۹۵۵ | 2000 DE21     | ۲۹ فوریه ۲۰۰۰   |
| ۱۵۷۹۵۶ | 2000 DO31     | ۲۹ فوریه ۲۰۰۰   |
| ۱۵۷۹۵۷ | 2000 DG71     | ۲۹ فوریه ۲۰۰۰   |
| ۱۵۷۹۵۸ | 2000 DL86     | ۲۹ فوریه ۲۰۰۰   |
| ۱۵۷۹۵۹ | 2000 DL113    | ۲۷ فوریه ۲۰۰۰   |
| ۱۵۷۹۶۰ | 2000 EP53     | ۸ مارس ۲۰۰۰     |
| ۱۵۷۹۶۱ | 2000 EY79     | ۵ مارس ۲۰۰۰     |
| ۱۵۷۹۶۲ | 2000 EX122    | ۱۱ مارس ۲۰۰۰    |
| ۱۵۷۹۶۳ | 2000 EO129    | ۱۱ مارس ۲۰۰۰    |
| ۱۵۷۹۶۴ | 2000 ET134    | ۱۱ مارس ۲۰۰۰    |
| ۱۵۷۹۶۵ | 2000 FY57     | ۲۶ مارس ۲۰۰۰    |
| ۱۵۷۹۶۶ | 2000 GY3      | ۶ آوریل ۲۰۰۰    |
| ۱۵۷۹۶۷ | 2000 GX21     | ۵ آوریل ۲۰۰۰    |
| ۱۵۷۹۶۸ | 2000 GP24     | ۵ آوریل ۲۰۰۰    |
| ۱۵۷۹۶۹ | 2000 GE29     | ۵ آوریل ۲۰۰۰    |
| ۱۵۷۹۷۰ | 2000 GJ30     | ۵ آوریل ۲۰۰۰    |
| ۱۵۷۹۷۱ | 2000 GN53     | ۵ آوریل ۲۰۰۰    |
| ۱۵۷۹۷۲ | 2000 GY78     | ۵ آوریل ۲۰۰۰    |
| ۱۵۷۹۷۳ | 2000 GY80     | ۶ آوریل ۲۰۰۰    |
| ۱۵۷۹۷۴ | 2000 GM86     | ۴ آوریل ۲۰۰۰    |
| ۱۵۷۹۷۵ | 2000 GQ138    | ۴ آوریل ۲۰۰۰    |
| ۱۵۷۹۷۶ | 2000 HC6      | ۲۴ آوریل ۲۰۰۰   |
| ۱۵۷۹۷۷ | 2000 HN6      | ۲۴ آوریل ۲۰۰۰   |
| ۱۵۷۹۷۸ | 2000 HD25     | ۲۴ آوریل ۲۰۰۰   |
| ۱۵۷۹۷۹ | 2000 HB28     | ۲۸ آوریل ۲۰۰۰   |
| ۱۵۷۹۸۰ | 2000 HY59     | ۲۵ آوریل ۲۰۰۰   |
| ۱۵۷۹۸۱ | 2000 HD65     | ۲۶ آوریل ۲۰۰۰   |
| ۱۵۷۹۸۲ | 2000 HJ93     | ۲۹ آوریل ۲۰۰۰   |
| ۱۵۷۹۸۳ | 2000 HL96     | ۲۸ آوریل ۲۰۰۰   |
| ۱۵۷۹۸۴ | 2000 JP1      | ۱ مه ۲۰۰۰       |
| ۱۵۷۹۸۵ | 2000 JB34     | ۷ مه ۲۰۰۰       |
| ۱۵۷۹۸۶ | 2000 KO7      | ۲۷ مه ۲۰۰۰      |
| ۱۵۷۹۸۷ | 2000 KX12     | ۲۸ مه ۲۰۰۰      |
| ۱۵۷۹۸۸ | 2000 KT16     | ۲۸ مه ۲۰۰۰      |
| ۱۵۷۹۸۹ | 2000 KU26     | ۲۸ مه ۲۰۰۰      |
| ۱۵۷۹۹۰ | 2000 KE29     | ۲۸ مه ۲۰۰۰      |
| ۱۵۷۹۹۱ | 2000 KZ42     | ۲۵ مه ۲۰۰۰      |
| ۱۵۷۹۹۲ | 2000 KP52     | ۲۴ مه ۲۰۰۰      |
| ۱۵۷۹۹۳ | 2000 LP8      | ۳ ژوئن ۲۰۰۰     |
| ۱۵۷۹۹۴ | 2000 LH15     | ۴ ژوئن ۲۰۰۰     |
| ۱۵۷۹۹۵ | 2000 LF26     | ۱ ژوئن ۲۰۰۰     |
| ۱۵۷۹۹۶ | 2000 LW26     | ۵ ژوئن ۲۰۰۰     |
| ۱۵۷۹۹۷ | 2000 LG32     | ۵ ژوئن ۲۰۰۰     |
| ۱۵۷۹۹۸ | 2000 OU8      | ۲۳ ژوئیه ۲۰۰۰   |
| ۱۵۷۹۹۹ | 2000 OE9      | ۳۰ ژوئیه ۲۰۰۰   |
| ۱۵۸۰۰۰ | 2000 OK33     | ۳۰ ژوئیه ۲۰۰۰   |